# Biografielijst Ro

## Roa
- Max Roach (1924-2007), Amerikaans jazzdrummer
- Ukweli Roach (1986), Amerikaans acteur
- Linus Roache (1964), Engels acteur

## Rob

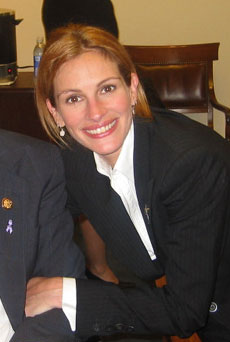
Julia Roberts

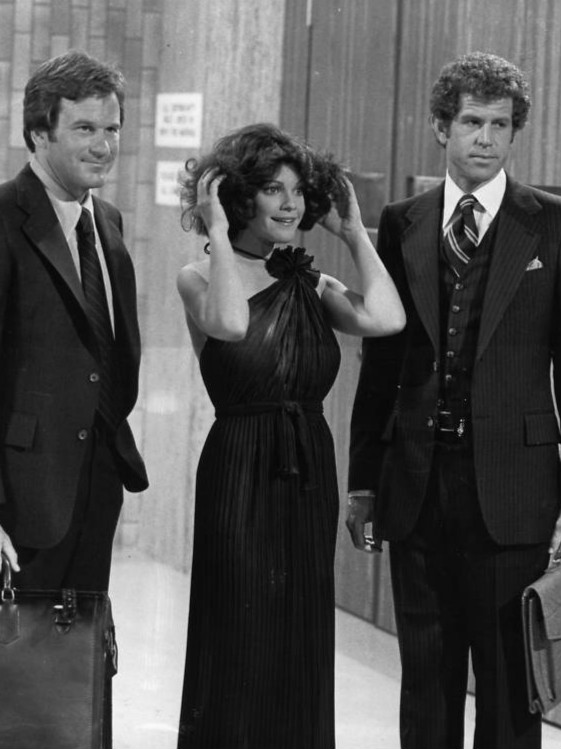
Tony Roberts (rechts), 1977

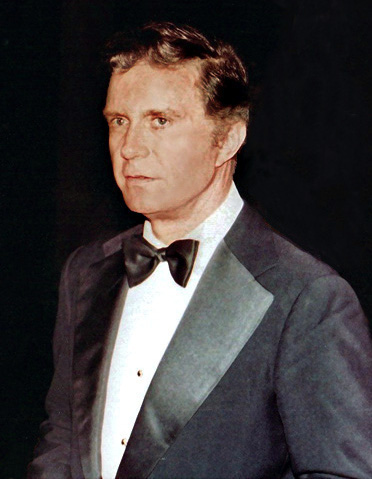
Cliff Robertson

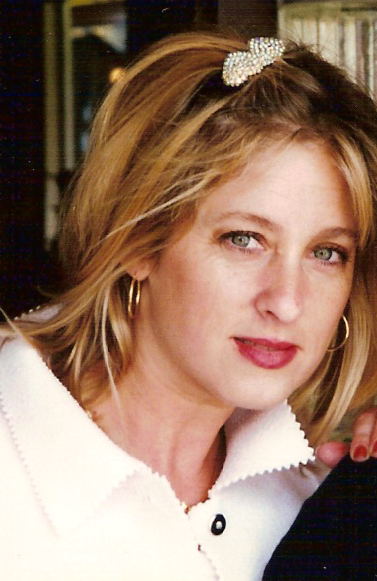
Kimmy Robertson

- Fatuma Roba (1973), Ethiopisch atlete
- Jean Roba (1930-2006), Belgisch stripauteur
- Christopher Robanske (1989), Canadees snowboarder
- Richard Robarts (1944), Brits autocoureur
- Sam Robards (1961), Amerikaans acteur
- AnnaSophia Robb (1993), Amerikaans actrice
- Sting Ray Robb (2001), Amerikaans autocoureur
- Tommy Robb (1934-2024), Noord-Iers motorcoureur
- Arjen Robben (1984), Nederlands voetballer
- Cees Robben (1909-1988), Nederlands kunstenaar
- Dignate Robbertz (1909-1986), Nederlands schrijfster
- Brian Robbins (1963), Amerikaans acteur, producer, regisseur en scenarioschrijver
- Frederick C. Robbins (1916-2003), Amerikaans viroloog, pediater en Nobelprijswinnaar
- Jerome Robbins (1918-1998), Amerikaans choreograaf
- Michael Robbins (1930-1992), Brits acteur
- Tim Robbins (1958), Amerikaans acteur, filmproducent, filmregisseur, scenarioschrijver en zanger
- Tom Robbins (1932-2025), Amerikaans schrijver
- Tony Robbins (1960), Amerikaans coach, spreker en schrijver
- Paul Robbrecht (1950), Belgisch architect
- Kalyna Roberge (1986), Canadees shorttrackster
- Robert van Chester (12e eeuw), Engels arabist
- Robert II van Artesië (1250-1302), Frans bevelhebber
- Alain Robert (1962), Frans gebouwenbeklimmer
- Robert Roberthin (1600-1648), Duits dichter
- Chris Roberts (1944-2017), Duits schlagerzanger
- Dallas Roberts (1970), Amerikaans acteur
- Doris Roberts (1925-2016), Amerikaans actrice
- Ed Roberts (1941-2010), Amerikaans computerpionier
- Evan Roberts (1878-1951), Welsh predikant, evangelist en schrijver
- Gil Roberts (1989), Amerikaans atleet
- Isaac Roberts (1829-1904), Brits ingenieur en amateurastronoom
- James Roberts (1991), Australisch zwemmer
- Joe Roberts (1997), Amerikaans motorcoureur
- John Roberts (1955), Amerikaans jurist
- Johnny Roberts (1924-1965), Amerikaans autocoureur
- Julia Roberts (1967), Amerikaans actrice
- Kenny Roberts junior (1973), Amerikaans motorcoureur
- Kenny Roberts senior (1951), Amerikaans motorcoureur
- Kurtis Roberts (1978), Amerikaans motorcoureur
- Rick Roberts (1950), Amerikaans singer-songwriter
- Mark Roberts (1964), Brits streaker
- Tony Roberts (1939-2025), Amerikaans acteur
- Bruce Robertson (1962), Canadees roeier
- Cliff Robertson (1923-2011), Amerikaans acteur
- Conrad Robertson (1957), Nieuw-Zeelands roeier
- George Robertson (1946), Brits politicus
- Jenny Robertson (1963), Amerikaans actrice
- Justin Robertson (1968), Brits dj/producer
- Kimmy Robertson (1954), Amerikaans actrice
- Mike Robertson (1985), Canadees snowboarder
- Neil Robertson (1982), Australisch snookerspeler
- Pat Robertson (1930-2023), Amerikaans christelijk evangelist
- Robbie Robertson (1943-2023), Canadees zanger, songwriter en gitarist
- Steven Robertson (1977), Schots acteur
- Maximilien de Robespierre (1758-1794), Frans advocaat en politicus
- Audrey Robichaud (1988), Canadees freestyleskiester
- Christianus Petrus Eliza Robidé van der Aa (1791-1851), Nederlands jurist en auteur
- Pieter Jan Baptist Carel Robidé van der Aa (1832-1887), Nederlands geograaf
- Carl Robie (1945-2011), Amerikaans zwemmer
- Henk Robijns (1883-1959), Nederlands biljarter
- Laila Robins (1959), Amerikaans actrice
- Alice Robinson (2001), Nieuw-Zeelands alpineskiester
- Andrew Robinson (1942), Amerikaans acteur en filmregisseur
- Arnie Robinson (1948-2020), Amerikaans atleet
- Betty Robinson (1911-1999), Amerikaans atlete
- Chip Robinson (1954), Amerikaans autocoureur
- Dan Robinson (1975), Brits atleet
- Edward G. Robinson (1893-1973), Amerikaans acteur
- Ken Robinson (1950-2020), Britse auteur, spreker en adviseur op het gebied van kunstonderwijs
- Keith Robinson (1976), Amerikaans acteur en R&B zanger
- Mary Robinson (1944), Iers president en diplomaat
- Patrick Robinson (1963), Engels acteur
- Ray Robinson (1914-1965), Australisch cricketspeler
- Rey Robinson (1952), Amerikaans atleetAndrew Robinson, 2000

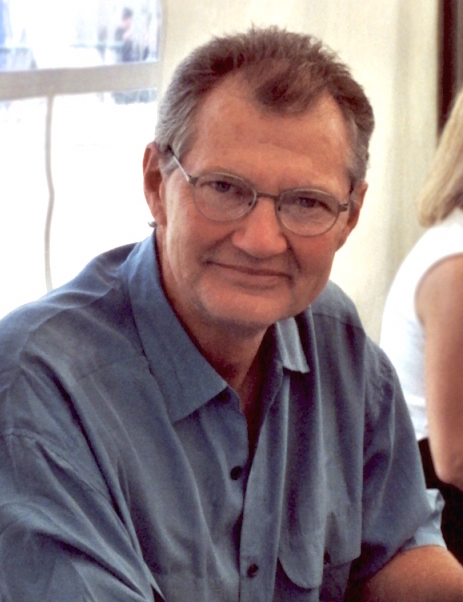
Andrew Robinson, 2000

- Robert Robinson (1927-2022), Amerikaans basketballer
- Robert Robinson (1886-1975), Brits scheikundige en Nobelprijswinnaar
- Sugar Ray Robinson (1921-1989), Amerikaans bokser
- Sylvia Robinson (1936-2011), Amerikaans zangeres, muziekproducent en ondernemer
- Tom Robinson (1938-2012), Bahamaans atleet
- Vicki Sue Robinson (1954-2000), Amerikaans actrice en zangeres
- Kara Robinson Chamberlain (1986/1987), Amerikaans ontvoeringsslachtoffer, politiebeambte en influencer

Dayron Robles (1986), Cubaans atleet
- Jesse Robredo (1958-2012), Filipijns politicus
- Tommy Robredo (1982), Spaans tennisser
- Bobby Robson (1933-2009), Engels voetballer en voetbaltrainer
- Gary Robson (1967), Engels darter
- George Robson (1909-1946), Engels-Amerikaans autocoureur
- Hal Robson (1911-1996), Canadees autocoureur
- Mark Robson (1913-1978), Amerikaans regisseur
- May Robson (1858-1942), Australisch actrice

## Roc
- Giorgio Rocca (1975), Italiaans alpineskiër
- Roberto La Rocca (1991), Venezolaans autocoureur
- Michele Rocca (1996), Italiaans voetballer
- Nereo Rocco (1912-1979), Italiaans voetballer en voetbalcoach
- Massimo Roccoli (1984), Italiaans motorcoureur
- Alejandro Roces (1924-2011), Filipijns schrijver en minister
- Susan Roces (1941-2022), Filipijns actrice
- Sérgio da Rocha (1959), Braziliaans aartsbisschop
- Tuka Rocha (1982), Braziliaans autocoureur
- Alain Roche (1967), Frans voetballer
- Nicolas Roche (1984), Iers-Frans wielrenner
- Stephen Roche (1959), Iers wielrenner
- Jean Rochefort (1930-2017), Frans acteur
- Dominique Rocheteau (1955), Frans voetballer
- Joannie Rochette (1986), Canadees kunstschaatsster
- Spencer Rochfort (1966), Amerikaans acteur
- Olivier Rochon (1989), Canadees freestyleskiër
- Audrey Rochtus (1982), Belgisch atlete
- Christophe Rochus (1978), Belgisch tennisser
- Chris Rock (1965), Amerikaans acteur en komiek
- Joseph Rock (1884-1962), Amerikaans-Oostenrijks antropoloog, botanicus, filmer, fotograaf, linguïst, ontdekkingsreiziger en auteur
- Kid Rock (1971), Amerikaans zanger
- Mick Rock (1948-2021), Engels fotograaf
- Marilyn Rockafellow (1939), Amerikaans actrice
- Mike Rockenfeller (1983), Duits autocoureur
- Charles Rocket (1949-2005), Amerikaans acteur
- Birgit Rockmeier (1973), Duits atlete
- Norman Rockwell (1894-1978), Amerikaans kunstschilder en illustrator
- Robert Rockwell (1920-2003), Amerikaans acteur

## Rod

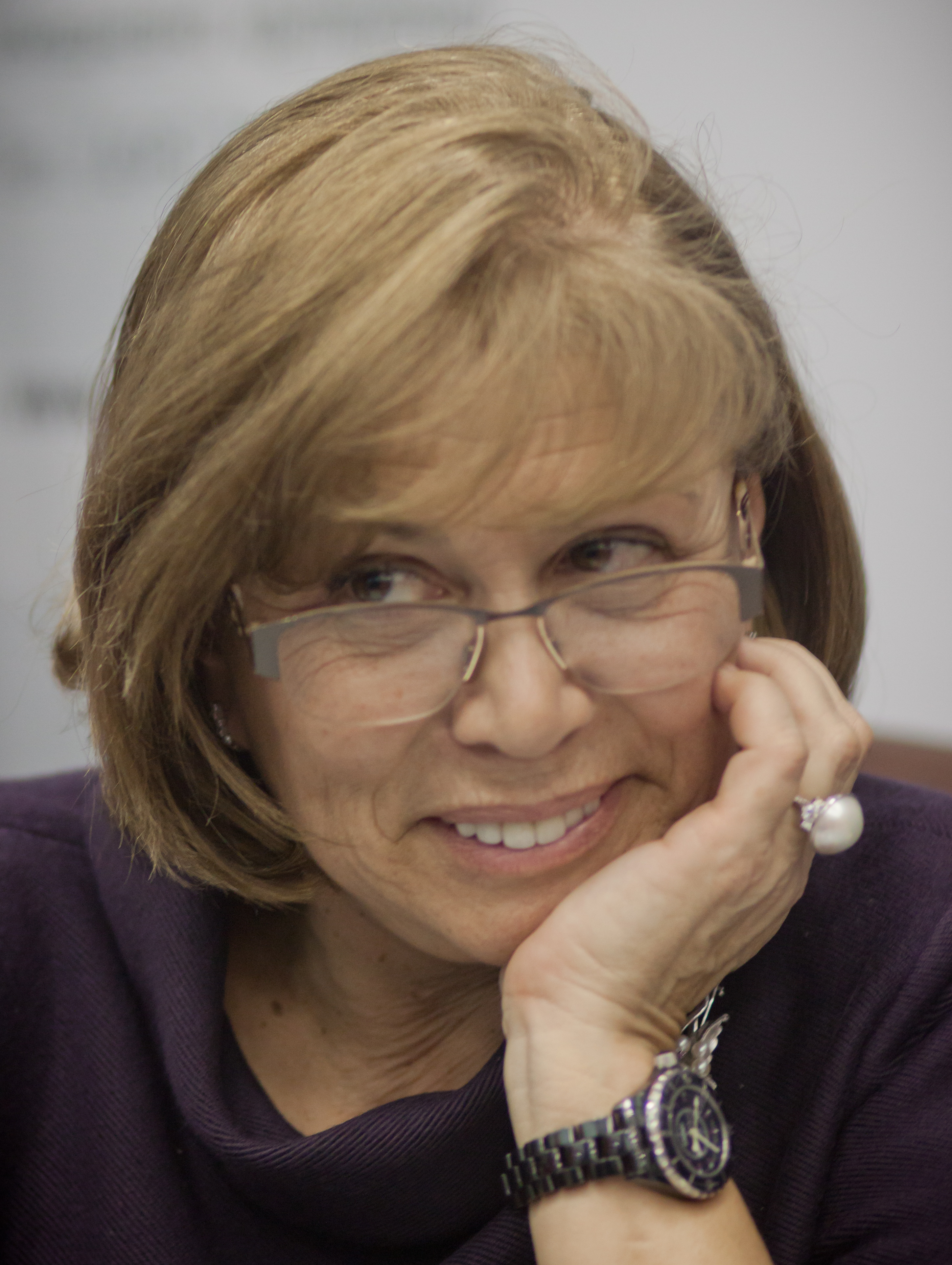
Irina Rodnina

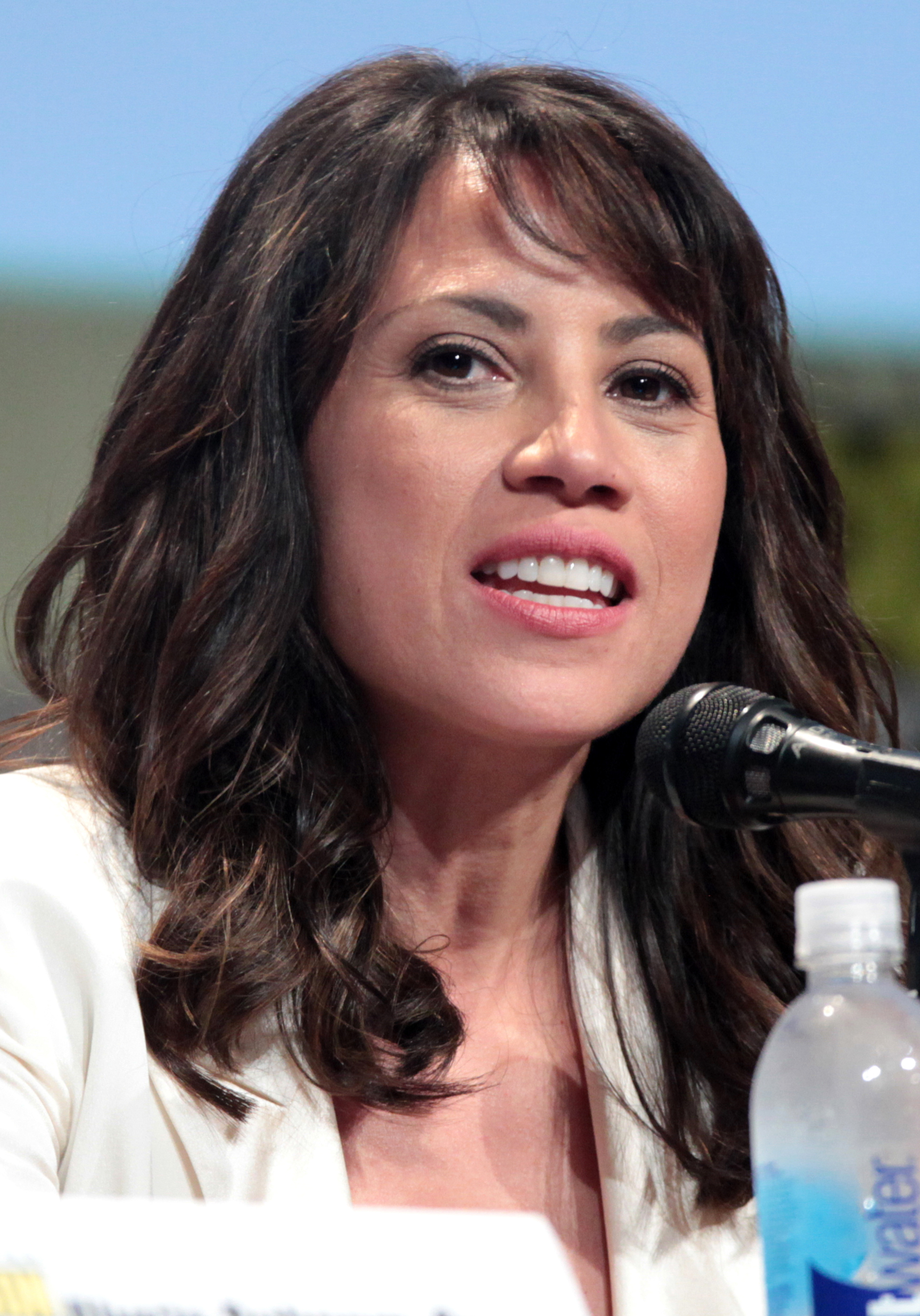
Elizabeth Rodriguez

- Andrea Roda (1990), Italiaans autocoureur
- Davide Roda (1972), Italiaans autocoureur
- Vebjørn Rodal (1972), Noors atleet
- Juana Marta Rodas (1925), Paraguayaans keramiekkunstenaar
- Gene Roddenberry (1921-1991), Amerikaans producer, regisseur en schrijver
- Andy Roddick (1982), Amerikaans tennisser
- Anita Roddick (1942-2007), Brits ondernemer en feministe
- Franc Rode (1933), Sloveens geestelijke en kardinaal van de Katholieke Kerk
- Roberts Rode (1987), Lets alpineskiër
- Chuck Rodee (1927-1966), Amerikaans autocoureur
- Claudia Roden (1936), Egyptisch-Brits gastronoom
- Jess Roden (1946), Brits zanger en gitarist
- Albrecht Rodenbach (1856-1880), Belgisch schrijver, dichter en Vlaams activist
- Alexander Rodenbach (1786-1869), Zuid-Nederlands en Belgisch politicus
- Constantin Rodenbach (1791-1846), Zuid-Nederlands arts en Belgisch politicus en diplomaat
- Ferdinand Rodenbach (1864-1938), Belgisch kunstschilder, schrijver en dichter
- Georges Rodenbach (1855-1898), Belgisch dichter en schrijver
- Pedro Rodenbach (1794-1848), Zuid-Nederlands en Belgisch militair en ondernemer
- Bill Rodgers (1947), Amerikaans atleet
- Brendan Rodgers (1973), Noord-Iers voetballer en voetbaltrainer
- Clodagh Rodgers (1947-2025), Brits zangeres
- Jimmie Rodgers (1933-2021), Amerikaans popzanger
- Mike Rodgers (1985), Amerikaans atleet
- Paul Rodgers (1949), Brits zanger
- Richard Rodgers (1902-1979), Amerikaans componist
- Nicola Rodigari (1981), Italiaans shorttracker
- Auguste Rodin (1840-1917), Frans beeldhouwer
- Roos Mohamed Rodjan, (1930-2022), Surinaams zanger
- Irina Rodnina (1949), Russisch kunstschaatsster
- Mercè Rodoreda (1908-1983), Catalaans schrijfster
- Francisco Rodrigo (1914-1998), Filipijns politicus en schrijver
- Joaquín Rodrigo (1901-1999), Spaans componist
- Dina Rodrigues (1981), Portugees zangeres
- Dorval Rodrigues (1935-2021), Braziliaans voetballer
- Johnny Rodrigues (1951), Kaapverdisch zanger
- Tito Rodrigues (1965), Surinaams atleet
- Thiago Rodrigues da Silva (1996), Braziliaans voetballer
- Alfredo Rodrigues Gaspar (1865-1938), Portugees kapitein-op-zee en politicus
- Abelardo Luján Rodríguez (1889-1967), interim-president van Mexico (1932-1934)
- Ángel David Rodríguez (1980), Spaans atleet
- Chi-Chi Rodríguez (1935-2024), Puerto Ricaans golfer
- Juan Ángel Rodríguez (1687-1742), Spaans rooms-katholieke geestelijke
- Elizabeth Rodriguez (1980), Amerikaans actrice
- Eulogio Rodriguez (1883-1964), Filipijns politicus en ondernemer
- Gonzalo Javier Rodríguez (1984), Argentijns voetballer
- Jefferson Fred Rodriguez (1987), Braziliaans voetballer
- James Rodríguez (1991), Colombiaans voetballer
- Macarena Rodríguez (1978), Argentijns hockeyster
- Marco Rodríguez (1953), Amerikaans acteur
- Michelle Rodríguez (1978), Amerikaans filmactrice
- Natalia Rodríguez (1979), Spaans atlete
- Pedro Rodriguez (1940-1971), Mexicaans autocoureur
- Pedro Rodríguez Ledesma (1987), Spaans voetballer
- Ricardo Rodríguez (1942-1962), Mexicaans autocoureur
- Richard Rodriguez (1969), Arubaans atleet
- Rodolfo Rodríguez (1956), Uruguayaans voetballer
- Sixto Rodriguez (1942-2023), Amerikaans folkmuzikant
- Sophie Rodriguez (1988), Frans snowboardster
- Lydia Rodríguez Fernández (1980), Spaans zangeres
- Guillermo Rodríguez Lara (1923), Ecuadoraans politicus; president (1972-1976)
- Gilberto Rodríguez Orejuela (1939-2022), Colombiaans crimineel
- José Luis Rodríguez Zapatero (1960), Spaans politicus (o.a. premier)
- Zé Rodrix (1947-2009), Braziliaans zanger, acteur, instrumentalist en componist
- Johnny Rodz (1938), Amerikaans professioneel worstelaar
- Artur Rodziński (1892-1958), Pools dirigent

## Roe

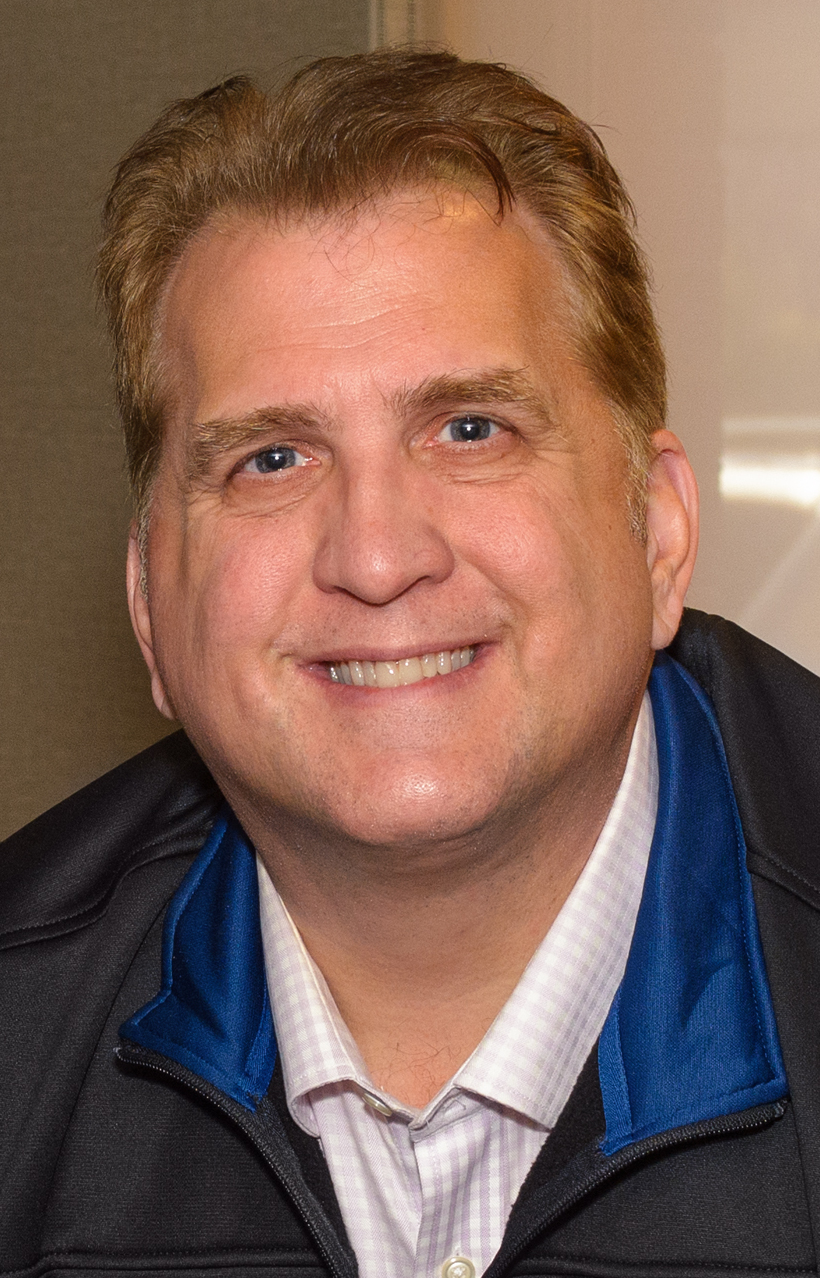
Daniel Roebuck, 2007

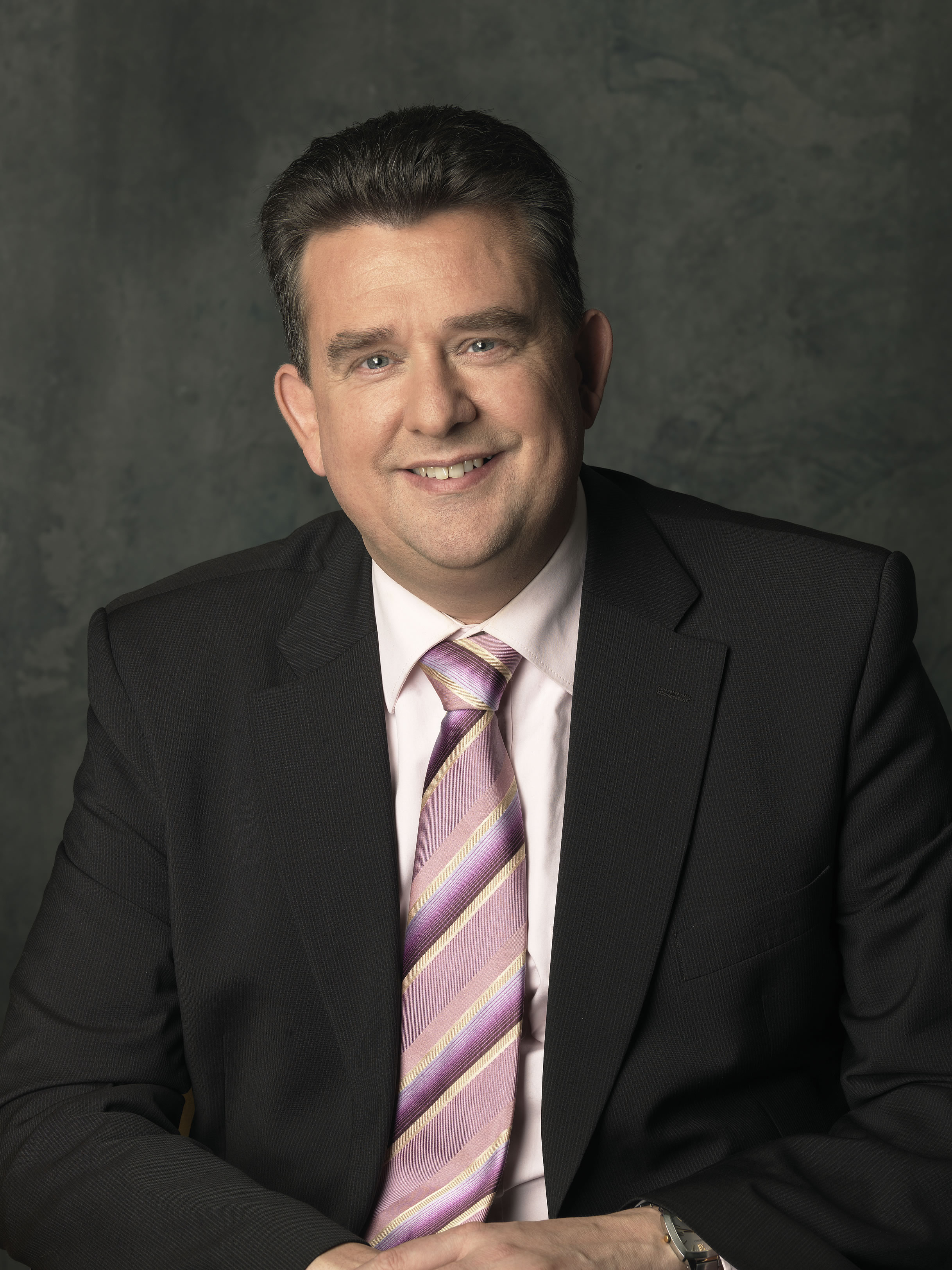
Emile Roemer

- James Roe jr. (1998), Iers autocoureur
- Hanshan Roebers (1941), Nederlands monumentaal ontwerper, architect, beeldhouwer en schilder
- Andrej Roebljov (1360?-1430?), Russisch iconenschilder
- Gosja Roebtsjinski (1984), Russisch modeontwerper
- Daniel Roebuck (1963), Amerikaans acteur, filmproducent, filmregisseur en scenarioschrijver
- Jan Roëde (1914-2007), Nederlands kunstschilder, kunstenaar, illustrator, tekenaar, modeontwerper, dichter en schrijver
- Glenn Roeder (1955), Engels voetballer en voetbaltrainer
- Ljoedmila Roedenko (1985), Russisch schaakster
- Zoja Roednova (1946-2014), Russisch tafeltennisspeelster
- Nicolas Roeg (1928-2018), Brits filmregisseur
- Richter Roegholt (1925-2005), Nederlands historicus
- Angelus Roegiers (1815-1886), Belgisch politicus en brouwer
- Herman Roegiers (1886-1969), Belgisch politicus en brouwer
- Jan Roegiers (1967), Belgisch politicus
- Raymond Roegiers (1860-1937), Belgisch politicus en brouwer
- Willy Roegiers (1916-2004), Belgisch politicus
- Paul Roekaerts (1939), Belgisch atleet
- Nikolaj Roekavisjnikov (1932-2002), Russisch kosmonaut
- Jan Roeland (1935-2016), Nederlands kunstschilder
- Danny Roelandt (1955), Belgisch atleet
- Renno Roelandt (1950), Belgisch atleet
- Jürgen Roelandts (1985), Belgisch wielrenner
- Karel Roelandts (1887-1983), Belgisch politicus
- Kevin Roelandts (1982), Belgisch voetballer
- Rutger Roelandts (1992), Belgisch wielrenner
- Armand Roelants (1835-1915), Belgisch ambtenaar en politicus
- Ben Roelants (1980), Belgisch televisiemaker en presentator
- Emiel Roelants (1902-1949), Belgisch brouwer en politicus
- Gaston Roelants (1937), Belgisch atleet
- Jan Roelants (1907-1980), Belgisch syndicalist en politicus
- Lodewijk Roelants (?-1504), Brabants academicus, politicus en edelman
- Maurice Roelants (1895-1966), Belgisch schrijver en dichter
- Hans Roelen (1920-2005), Nederlands ambtenaar en politicus
- Willem Roelfsema (1933-2014), Nederlands paardenhandelaar en sportbestuurder
- Sandra Roelofs (1968), Nederlands first lady van Georgië
- Willem Roelofs (1822-1897), Nederlands kunstschilder
- Dave Roelvink (1994), Nederlands model, dj en mediapersoonlijkheid
- Donny Roelvink (1997), Nederlands model, acteur en mediapersoonlijkheid
- Emile Roemer (1962), Nederlands politicus
- Karl Roemer (1899-1984), Duits jurist
- Johannes Theunis Roessingh Udink (1805-1858), Nederlands grootgrondbezitter, politicus en burgemeester
- Hans Roest (1917-2006), journalist en uitgever
- Theodorus Marinus Roest (1832-1898), Nederlands numismaat en conservator van het Teylers Museum
- Theodorus Marinus Roest van Limburg (1806-1887), Nederlands staatsman
- Theodorus Marinus Roest van Limburg (1865-1935), Nederlands politiefunctionaris
- Hein Roethof (1921-1996), Nederlands ambtenaar, humanist, journalist en politicus
- Mildred Roethof (1969), Nederlands programmamaakster en documentairemaakster

## Rof
- Cor Roffelsen (1889-1958), Nederlands architect

## Rog

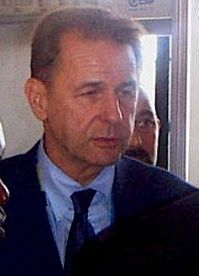
Jacques Rogge

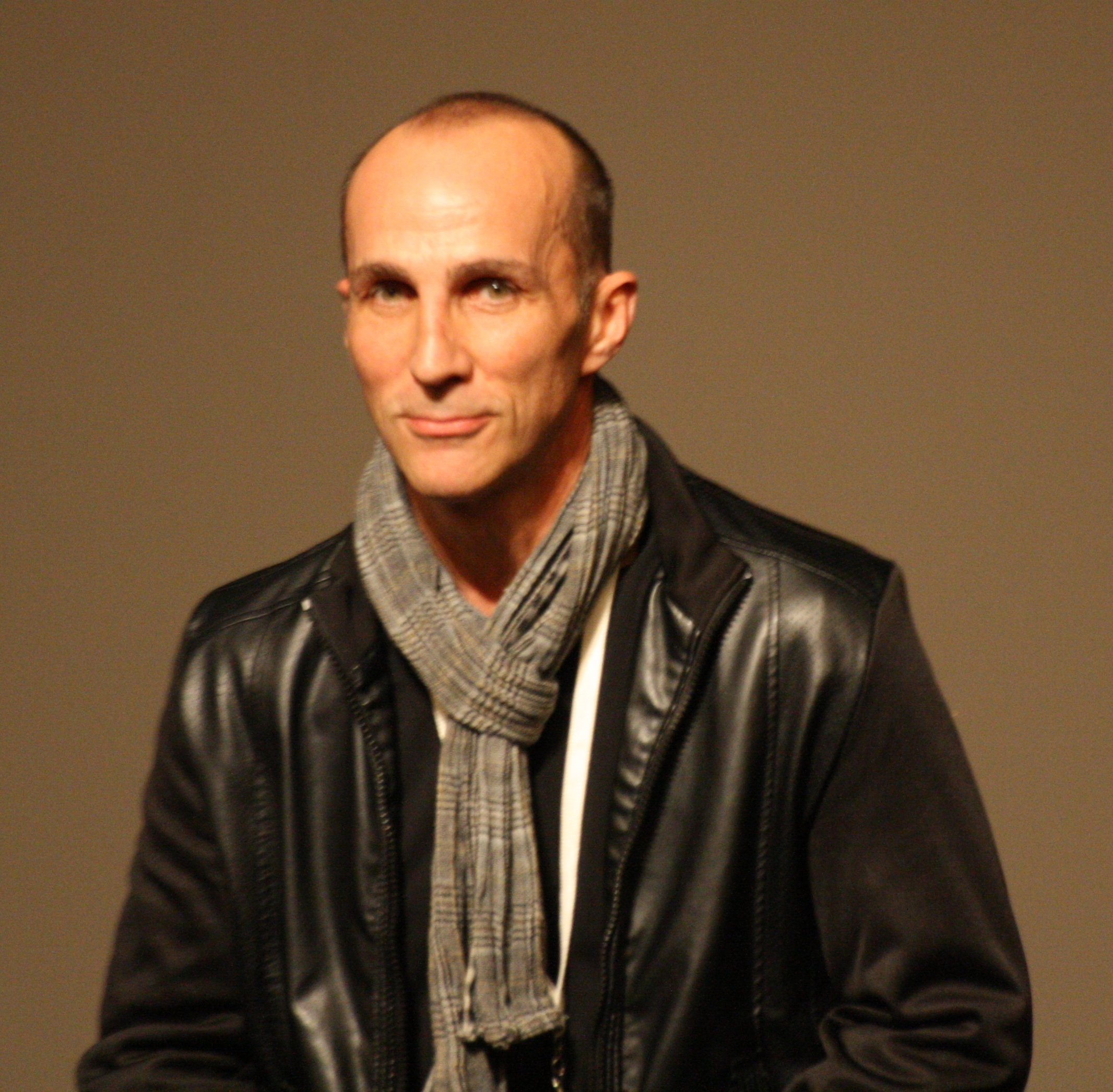
Michael Rogers (acteur)

- Marko Rog (1995), Kroatisch voetballer
- Markus Rogan (1982), Oostenrijks zwemmer
- Yulimar Rojas (1995), Venezolaans atlete
- Ljoedmila Rogatsjova (1966), (Sovjet-)Russisch atlete
- Roger Roger (1911-1995), Frans componist en dirigent
- Bernard Rogers (1893-1968), Amerikaans componist en muziekpedagoog
- Bobby Rogers (1940-2013), Amerikaans soulzanger en liedjesschrijver
- Carl Rogers (1902-1987), Amerikaans psycholoog
- Ginger Rogers (1911-1995), Amerikaans actrice en danseres
- Graham Rogers (1990), Amerikaans acteur
- Henk Rogers (1953), computerspelontwerper en ondernemer
- Jason Rogers (1991), atleet uit Saint Kitts en Nevis
- Kenny Rogers (1938-2020), Amerikaans countryzanger, fotograaf, schrijver, liedjesschrijver en acteur
- Kylie Rogers (2004), Amerikaans jeugdactrice
- Martha Rogers (1914-1994), Amerikaans verpleegkundige
- Michael Rogers (1979), Australisch wielrenner
- Michael Rogers (1964), Canadees acteur
- Nigel Rogers (1935-2022), Brits tenor, dirigent en muziekpedagoog
- Peter Rogers (1974), Australisch wielrenner
- Raevyn Rogers (1996), Amerikaans atlete
- Reg Rogers (1964), Amerikaans acteur
- Richard Rogers (1933), Brits architect
- Robbie Rogers (1987), Amerikaans voetballer
- Wayne Rogers (1933-2015), Amerikaans acteur
- William P. Rogers (1913-2001), Amerikaans politicus
- Cornelius Rogge (1932-2023), Nederlands beeldhouwer
- Jacques Rogge (1942-2021), Belgisch sportbestuurder
- Tim Rogge (1977), Belgisch atleet
- Godelieve Roggeman (1940), Belgisch atlete
- Maurice Roggeman (1912-1990), Belgisch kunstschilder
- Tomas Roggeman (1986), Belgisch politicus
- Willem M. Roggeman (1935), Belgisch schrijver en dichter
- Willy Roggeman (1934), Belgisch schrijver
- Jacob Roggeveen (1659-1729), Nederlands ontdekkingsreiziger
- Leonard Roggeveen (1898-1959), Nederlands onderwijzer, schrijver, redacteur en radioprogrammamaker
- Lodewijk Rogier (1894-1974), Nederlands onderwijzer, leraar en geschiedkundige
- Arseni Roginski (1946-2017), Russisch historicus en dissident
- Fernand Rogister (1872-1954), Belgisch componist en kapelmeester
- Hubert Rogister (1881-1943), Belgisch syndicalist en politicus
- Cecilia Rognoni (1976), Argentijns hockeyspeelster
- Anna Rogowska (1981), Pools atlete
- Walter Rogowski (1881-1947), Duits natuurkundige en elektrotechnicus
- Ante Roguljić (1996), Kroatisch voetballer

## Roh
- Roh Moo-hyun (1946-2009), Zuid-Koreaans rechter, advocaat, mensenrechtenactivist en politicus (o.a. president)
- Hassan Rohani (1948), Iraans president
- Ferdi Rohde (1957), Duits voetballer
- Kristin Rohde, Amerikaans actrice
- Kacey Rohl (1991), Canadees actrice
- Thomas Röhler (1991), Duits atleet
- Ernst Röhm (1887-1934), Duits nazileider
- Clayton Rohner (1957), Amerikaans acteur
- Joop Rohner (1927), Nederlands (olympisch) waterpolospeler
- Alain Rohr (1971), Zwitsers atleet
- Heinrich Rohrer (1933-2013), Zwitsers natuurkundige en Nobelprijswinnaar
- Marco Rohrer (1987), Zwitsers skeletonracer
- Johannes Rohrweck (1990), Oostenrijks freestyleskiër

## Roi
- Aleksandre Roinasjvili (1846-1898), Georgisch kunstschilder en fotograaf
- Mons Røisland (1997), Noors snowboarder

## Roj
- Clara Rojas (1964), Colombiaans advocate, politica en ontvoeringsslachtoffer
- José Joaquín Rojas (1985), Spaans wielrenner
- Manuel Rojas (1954), Chileens voetballer en voetbalcoach
- Memo Rojas (1981), Mexicaans autocoureur
- Yulimar Rojas (1995), Venezolaans atlete

## Rok
- Marika Rökk (1913-2004), Hongaars zangeres, danseres en actrice
- Thijs Roks (1930-2007), Nederlands wielrenner

## Rol

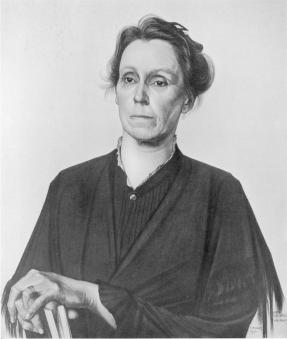
Henriette Roland Holst

- Franco Rol (1908-1977), Italiaans autocoureur
- Henricus Rol (1906-1992), Nederlands grafisch kunstenaar
- Roland (1944), Belgisch (blues)muzikant en zanger
- Ad Roland (1945), Nederlands radiodiskjockey
- Christian Roland (?), Belgisch syndicalist en vakbondsbestuurder
- Gilbert Roland (1905-1994), Mexicaans acteur
- Jules Roland (1895-1988), Belgisch politicus
- Ruth Roland (1892-1937), Amerikaans actrice
- Walter Roland (1922-2024), Belgisch schrijver
- Jean-Marie Roland de la Platière (1734-1793), Frans econoom en politicus
- Benjamin-Octave Roland-Gosselin (1870-1952), Frans bisschop
- Adriaan Roland Holst (1888-1976), Nederlands dichter
- Henriette Roland Holst (1869-1952), Nederlands socialiste
- Richard Roland Holst (1868-1938), Nederlands beeldend kunstenaar en schrijver
- Annie Roland Holst-de Meester (1893-1987), Nederlands kunstschilderes
- Sigmund Rolat, geboren als Zygmund Rozenblat, (1930-2024), Amerikaans-Pools filantroop, kunstverzamelaar en zakenman
- Wilmar Roldán (1980), Colombiaans voetbalscheidsrechter
- Wolfgang Rolff (1959), Duits voetballer en voetbaltrainer
- Roberto Rolfo (1980), Italiaans motorcoureur
- Matthijs Röling (1943-2024), Nederlands kunstenaar
- Jesús Rollán (1968-2006), Spaans waterpoloër
- Kevin Rolland (1989), Frans freestyleskiër
- Marion Rolland (1982), Frans alpineskiester
- Pierre Rolland (1986), Frans wielrenner
- Romain Rolland (1866-1944), Frans schrijver
- Albéric Rolin (1843-1937), Belgisch hoogleraar
- Alexis Rolín (1989), Uruguayaans voetballer
- Claude Rolin (1957), Belgisch syndicalist en politicus
- Dominique Rolin (1913-2012), Belgisch schrijfster
- Gustave-Marc Rolin (1892-1918), Belgisch militair officier
- Henri Rolin (1891-1973), Belgisch politicus
- Hippolyte Rolin (1804-1888), Belgisch politicus
- Hippolyte-Charles Rolin (1885-1914), Belgisch militair officier
- Léon Rolin (1871-1950), Belgisch ondernemer
- Louis Rolin (1886-1915), Belgisch oorlogsslachtoffer
- Myriam Rolin (1951), Belgisch politica
- Nicolas Rolin (ca. 1376-1462), Bourgondisch kanselier
- Olivier Rolin (1947), Frans schrijver
- Paul Rolin (1924-2015), Belgisch amateurgolfer en golfbaanarchitect
- Pierre Rolin (1963), Belgisch politicus
- Edouard Rolin Jacquemyns (1863-1936), Belgisch politicus en rechtsgeleerde
- Robert Rolin Jacquemyns (1918-1980), Belgisch politicus
- Gustave Rolin-Jaequemyns (1835-1902), Belgisch politicus, diplomaat en rechtswetenschapper
- Bernard E. Rollin (1943-2021), Amerikaans filosoof
- Louis Marie Rollin Couquerque (1869-1960), Nederlands jurist
- Brianna Rollins (1991), Amerikaans atlete
- Henry Rollins (1961), Amerikaans zanger, dichter, schrijver, acteur en allround artiest
- Alan Rollinson (1943), Brits autocoureur
- Maximiliano Rolón (1995-2022), Argentijns voetballer
- Tony Rolt (1918-2008), Brits autocoureur

## Rom
- Anton Rom (1909-1994), Duits roeier
- Antonio Roma (1932-2013), Argentijns voetbaldoelman
- Flavio Roma (1974), Italiaans voetbaldoelman
- Wim Roma, pseudoniem van Wim Straver (1930-2024), Nederlands zanger, tekstschrijver en componist
- Riccardo Romagnoli (1963), Italiaans autocoureur
- Elena Romagnolo (1982), Italiaans atlete
- Gian Domenico Romagnosi (1761-1835), Italiaans filosoof, econoom en jurist
- Sandra Romain (1978), Roemeens pornoactrice
- Antonino Roman (1939-2014), Filipijns politicus
- Nancy Roman (1925-2018), Amerikaans astronoom
- Diego Romanini (1978), Italiaans autocoureur
- Megan Romano (1991), Amerikaans zwemster
- Andrei Romanov (1979), Russisch autocoureur
- Anna Paulowna Romanov (1795-1865), Russisch-Nederlands koningin, vrouw van Willem II
- Stephanie Romanov (1969), Amerikaans fotomodel en actrice
- Jana Romanova (1983), Russisch biatlete
- Jelena Romanova (1963-2007), Russisch atlete
- Zofia Romanowiczowa (1922-2010), Pools schrijfster
- Mychailo Romantsjoek (1996), Oekraïens zwemmer
- Romanus van Subiaco (?-ca.550), benedictijnermonnik en leerling van Benedictus van Nursia
- Andreas Romar (1989), Fins alpineskiër
- Romário  (1966), Braziliaans voetballer
- Nina Romasjkova (1929-2016), Sovjet-Russisch atlete
- Aleksej Romasjov (1992), Russisch schansspringer
- Eddy Rombaux (1944), Belgisch atleet
- Sigmund Romberg (1887-1951), Hongaars-Amerikaans componist en dirigent
- Guy Rombouts (1949), Belgisch kunstenaar
- Tony Rombouts (1952-1990), Belgisch voetballer
- Mathurin Romegas (1525-1581), ridder van de Orde van Malta
- Max Romeo (1947-2025), reggae-artiest
- Bart Römer (1957), Nederlands tv-producent, toneelspeler, columnist, kinderboek- en hoorspelschrijver
- Han Römer (1948), Nederlands acteur en scenarioschrijver
- Lucien von Römer (1873-1965), Nederlands arts, seksuoloog en homoactivist
- Melchior Römer (1831-1895), Zwitsers politicus
- Myra Römer (1946), Nederlands-Antilliaans dichteres, schrijfster, tekenaarster en kunstschilderes
- Nienke Römer (1975), Nederlands actrice
- Ole Rømer (1644-1710), Deens astronoom
- Paul Römer (1928-2007), Nederlands cameraman en tv-regisseur
- Paul Römer (1962), Nederlands tv-producent
- Peter Römer (1952), Nederlands acteur, scenarioschrijver, tv-regisseur en -producent
- Piet Römer (1928-2012), Nederlands acteur
- Thijs Römer (1978), Nederlands acteur
- Wolfgang Römer (1916-1943), Duits militair
- Anthony Romero (1965), Amerikaans mensenrechtenactivist
- Eduardo Romero (1954-2022), Argentijns golfspeler
- George A. Romero (1940-2017), Amerikaans-Canadees filmregisseur en scenarioschrijver
- Gloria Romero (1933), Filipijns actrice
- Sergio Romero (1987), Argentijns voetbaldoelman
- Marc Romersa (1956), Luxemburgs atleet
- Henk Romijn Meijer (1929-2008), Nederlands schrijver, essayist, dichter, taalkundige en vertaler
- John Romita jr. (1956), Amerikaans stripauteur
- John Romita sr., (1930-2023), Amerikaans stripauteur
- Gianni Romme (1973), Nederlands schaatser
- Dennis Rommedahl (1978), Deens voetballer
- Erwin Rommel (1891-1944), Duits generaal
- Frank Rommel (1984), Duits skeletonracer
- Manfred Rommel (1928-2013), Duits politicus
- Emile Rommelaere (1873-1961), Belgisch kunstschilder
- George W. Romney (1907-1995), Amerikaans politicus
- Mitt Romney (1947), Amerikaans politicus
- Bert Romp (1958-2018), Nederlands springruiter
- Benjamin Romualdez (1930-2012), Filipijns politicus en diplomaat
- Daniel Romualdez (1907-1965), Filipijns politicus
- Eduardo Romualdez (1909-2001), Filipijns topman, minister en diplomaat
- Miguel Romualdez (1881-1950), Filipijns advocaat en politicus
- Norberto Romualdez sr. (1875-1941), Filipijns jurist, politicus en schrijver
- Pedro Romualdo (1935-2013), Filipijns politicus
- Alberto Romulo (1933), Filipijns politicus;
- Carlos Romulo (1899-1985), Filipijns diplomaat, politicus, generaal, journalist en schrijver.

## Ron

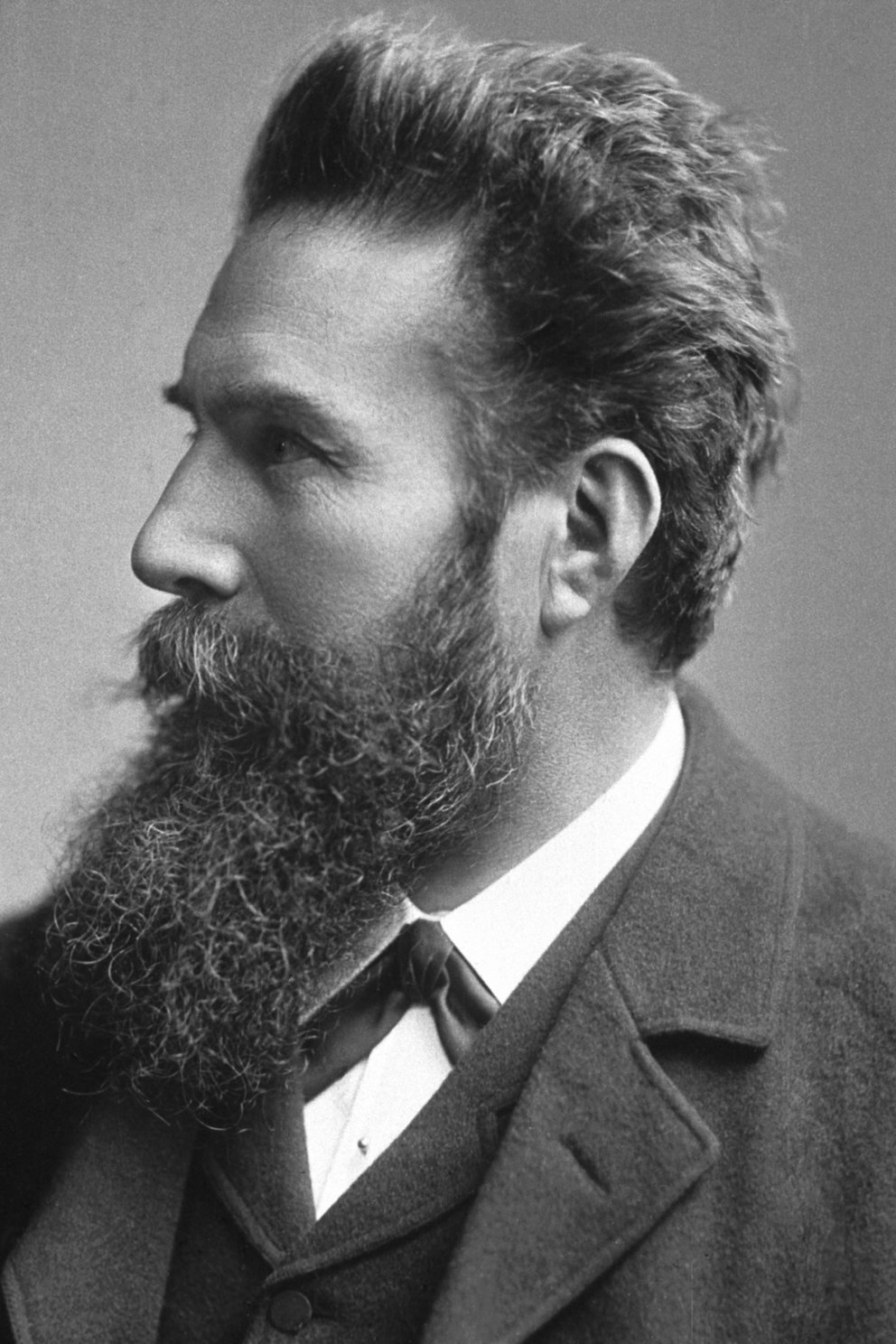
Wilhelm Röntgen

- Ivo Ron (1967), Ecuadoraans voetballer
- Tony Ronald (1941-2013), Nederlands zanger
- Ronaldinho (1980), Braziliaans voetballer
- Ronaldo (1976), Braziliaans voetballer
- Cristiano Ronaldo (1985), Portugees voetballer
- Saoirse Ronan (1994), Amerikaans actrice
- Fabián Roncero (1970), Spaans atleet
- Jean Le Rond d'Alembert (1717-1783), Frans wiskundige
- Cor de Ronde (1925), Nederlands politicus
- Cor de Ronde (1943), Nederlands politicus
- Jean Rondeau (1946-1985), Frans autocoureur
- Rong Guotuan (1937-1968), Chinees tafeltennislegende
- Martîn Rongen (1962), Nederlands drummer en percussionist
- Thomas Rongen (1956), Nederlands voetballer en voetbalcoach
- Frans Ronnes (1948-2017), Nederlands politicus
- Eldar Rønning (1982), Noors langlaufer
- Henry Rono (1952-2024), Keniaans atleet
- Alfred Ronse (1835-1914), Belgisch politicus
- Axel Ronse (1981), Belgisch politicus
- Edmond Ronse (1889-1960), Belgisch politicus
- Herman Ronse (1859-1922), Belgisch syndicalist en Vlaams activist
- Linda Ronstadt (1946), Amerikaans zangeres
- Wilhelm Röntgen (1845-1923), Duits natuurkundige
- Per Røntved (1949), Deens voetballer

## Roo

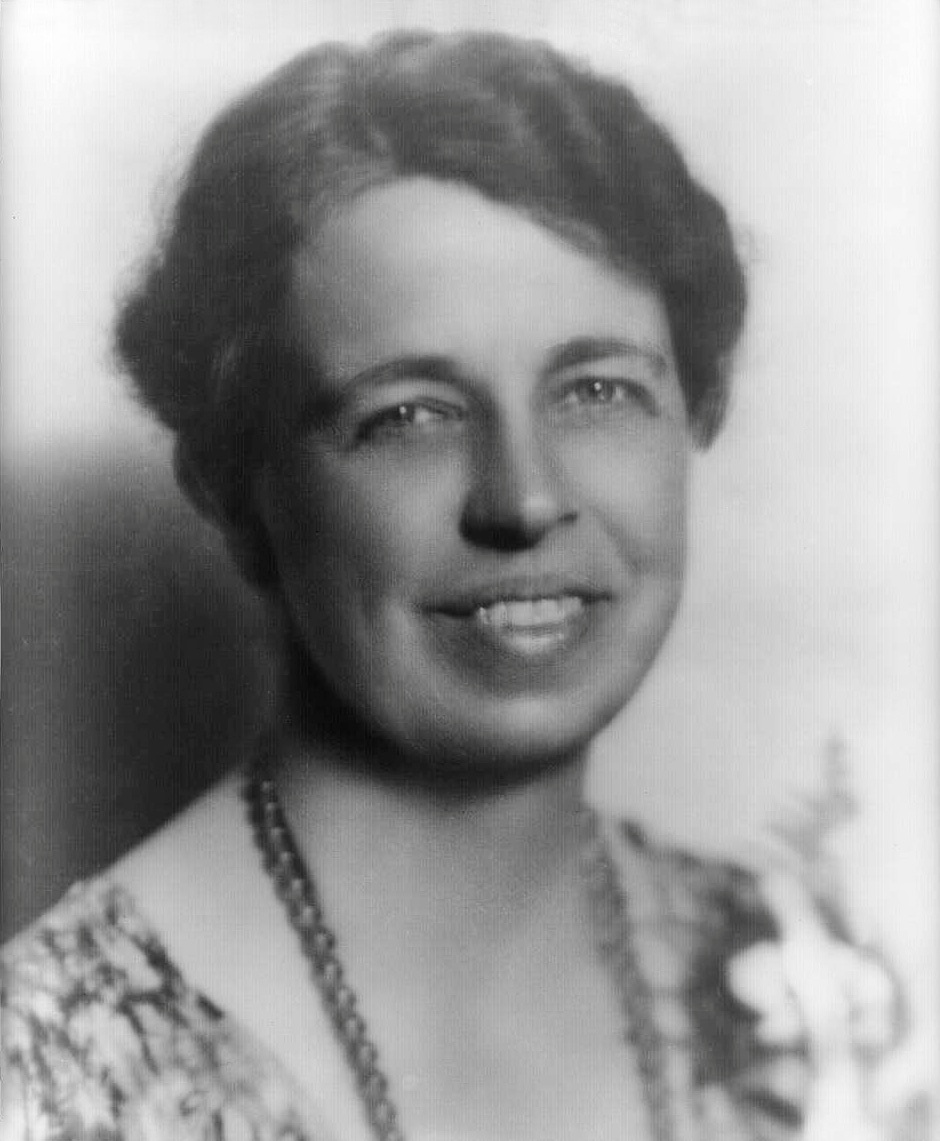
Eleanor Roosevelt

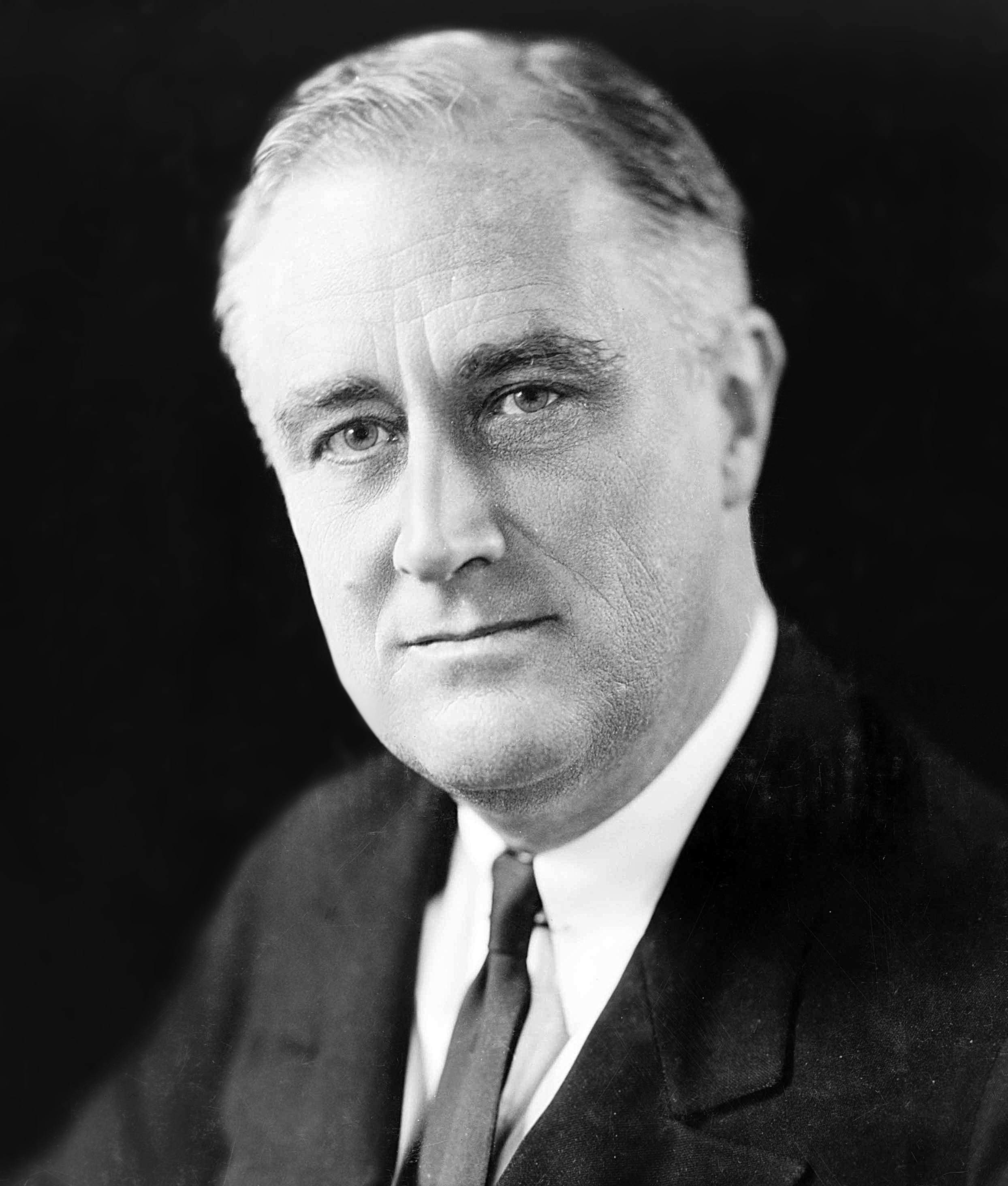
Franklin Delano Roosevelt

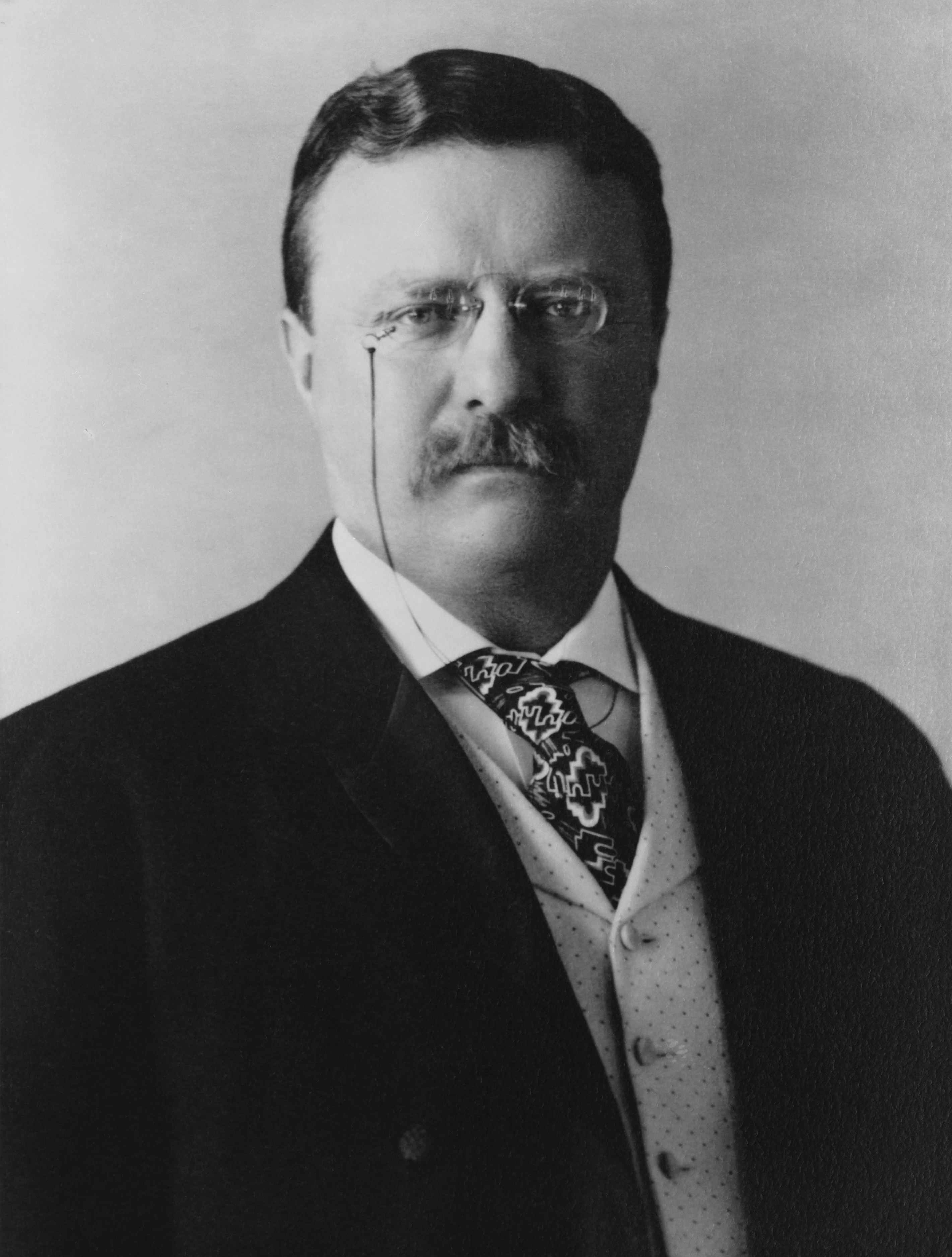
Theodore Roosevelt

- Alexander de Roo (1955), Nederlands politicus
- Jo de Roo (1937), Nederlands wielrenner
- Remi De Roo  (1924-2022), Canadees rooms-katholieke bisschop
- Arnold Rood (1952-2012), Nederlands zwemmer
- Emanuel Marcus Rood (1851-1929), Nederlands architect
- Niels Rood (1962), Nederlands (kinderboeken)schrijver
- Wim Rood (1925-1993), Nederlands priester, theoloog en kerkhistoricus
- Jan-Willem Roodbeen (1977), Nederlands radio-dj en radiopresentator
- Ron de Roode (1965-2022), Nederlands profvoetballer
- Thea van Rooden (1949), Nederlands geschiedkundige en politica
- Arend Roodenburg (1804-1884), Nederlands architect
- Jan Roodzant (1984), Arubaans zwemmer
- Catharina Roodzant (1896-1999), Nederlands schaakster
- Dirk Roofthooft (1959), Vlaams acteur
- Jan de Rooij (1932-2008), Nederlands bokser
- Jos de Rooij (1955-2016), Nederlands accordeonist en zanger
- Nelly de Rooij (1883-1964), Nederlandse zoöloog en herpetoloog
- Piet Rooijakkers (1980), Nederlands wielrenner
- Henk Rooimans (1947-2019), Nederlands architect en beeldend kunstenaar
- Jilleanne Rookard (1983), Amerikaans schaatsster
- Stacey Rookhuizen (1986), Nederlands onderneemster, jurylid en dj
- Giaan Rooney (1982), Australisch zwemster
- Maddie Rooney (1997), Amerikaans ijshockeyster
- Martyn Rooney (1987), Brits atleet
- Mickey Rooney (1920), Amerikaans acteur
- Ted Rooney, Amerikaans acteur
- Wayne Rooney (1985), Brits atleet
- Siim Roops (1987), Ests voetballer
- Esther Roord (1965), Nederlands actrice
- Geert Arend Roorda (1988), Nederlands voetballer
- Gerrit Roorda (1890-1977), Nederlands politicus
- Stephanie Roorda (1986), Canadees wielrenster
- Aart Roos (1919-2009), Nederlands kunstenaar
- Agathon (Aat) de Roos (1919-1992), Nederlands hockeyer
- Albert de Roos (1900-1978), Nederlands politicus
- Bertil Roos (1943), Zweeds autocoureur
- Charles Roos (?), Belgisch voetbalbestuurder
- Cornelis Roos (1912-1943), Nederlands verzetsstrijder
- Cornelis Gerardus Roos (1886-1945), Nederlands politicus
- Didi Roos (1923-1989), Nederlands verzetsstrijdster
- Ed Roos (1966), Nederlands voetballer
- Eddy Roos (1949), Nederlands tekenaar en beeldhouwer
- Elisabeth de Roos (1903-1981), Nederlands schrijfster, vertaalster en literatuurcriticus
- Ellen Roos (1926), Nederlands beeldhouwer
- Ellen Roos (1935-2014), Nederlands beeldhouwer en keramist
- Frank Roos (1942), Belgisch atleet
- Frederick Ried (Fred) Roos (1934-2024), Amerikaans filmproducent
- Ger de Roos (1913-1994), Nederlands accordeonist, pianist en orkestleider
- Gerrit Roos (1898-1969), Nederlands gewichtheffer
- Govert de Roos (1953), Nederlands fotograaf
- Han Roos (1926-2010), Nederlands militair
- Henderina Roos (1909-1995), Nederlands feministe
- Henk Roos (1924-2013), Nederlands voetballer
- Hotze de Roos (1909-1991), Nederlands jeugdboekenschrijver
- Jake Roos (1980), Zuid-Afrikaans golfer
- Jan Roos (1591-1638), Zuid-Nederlands kunstschilder
- Jan de Roos (1896-1979), Nederlands straatartiest
- Jan Roos (1977), Nederlands politicus, columnist, journalist en presentator
- Jan de Roos (?), Nederlands voetbalcoach
- Jeanne Roos (1916-2001), Nederlands journaliste en presentatrice
- Jef Roos (1943), Belgisch bestuurder en hoogleraar
- Jochem Roos (1954), Nederlands predikant
- John Roos (1968), Nederlands voetballer
- Kelle Roos (1992), Nederlands voetballer
- Mary Roos (1949), Duits zangeres; pseudoniem van Rosemarie Schwab
- Michael de Roos (1987), Nederlands acteur
- Nol Roos (1964), Nederlands presentator en politicus
- Paul François Roos (1751-1805), Nederlands-Surinaams schrijver en dichter
- Raymond Roos (1977), Nederlands voetballer
- Rob Roos (1966), Nederlands politicus
- Robert de Roos (1907-1976), Nederlands componist en diplomaat
- Sjoerd Hendrik (S.H.) de Roos (1877-1962), Nederlands boekbandontwerper, letterontwerper en lithograaf
- Simone Roos (1964), Nederlands jurist en griffier
- Theo Roos (1946), Nederlands bestuurder
- Toon Roos (1964), Nederlands jazzsaxofonist en jazzcomponist
- Willem de Roos (1906-1986), Nederlands militair
- Willem de Roos (1924-1987), Nederlands politicus
- Wilma Roos (1951), Nederlands zangeres, bekend onder het pseudoniem Country Wilma
- Nel Roos-Lodder (1914-1996), Nederlands atlete
- Thea de Roos-van Rooden (1949), Nederlands geschiedkundige en politica
- Alexis Roose (1912-1982), Belgisch kunstschilder
- George Roose (1881-1948), Belgisch journalist en Vlaams activist
- Peter Roose (1969), Belgisch politicus
- Pieter Roose (1585/86-1673), Zuid-Nederlands edelman, politicus en diplomaat
- Pieter Ferdinand Roose (1631-1700), Zuid-Nederlands edelman
- Sven Roosen (2001), Nederlands atleet
- Wim Roosen (1918-1986), Nederlands voetballer, atleet en sportbestuurder
- Henriette Roosenburg (1916-1972), Nederlands journaliste en koerierster
- Jan Rokus van Roosendael (1960-2005), Nederlands componist en musicoloog
- Albert Roosens (1916-1993), Belgisch voetballer en voetbalbestuurder
- Antoon Roosens (1929-2003), Belgisch bestuurder en politicus
- Polydore Roosens (1892-1970), Belgisch politicus
- Robert Roosens (1912-1991), Belgisch arts en politicus
- Erna Roosens-Van Wauwe (1952), Belgisch politica
- Eleanor Roosevelt (1884-1962), Amerikaans first lady en VN-afgevaardigde
- Franklin Delano Roosevelt (1882-1945), Amerikaans president (1933-1945)
- Franklin Delano Roosevelt jr. (1914-1988), Amerikaans politicus
- Franklin Delano Roosevelt III (1938), Amerikaans econoom
- Theodore Roosevelt (1858-1919), Amerikaans president (1901-1909)
- Theodore Roosevelt jr. (1887-1944), Amerikaans militair
- Theodorus van Roosmalen (1875-1957), apostolisch vicaris van Suriname
- Dominique van Roost (1973), Belgisch tennisster
- Amanda Root (1963), Brits actrice
- Bonnie Root (1975), Amerikaans actrice
- Clemens Roothaan (1918-2019), Nederlands-Amerikaans natuurkundige en informaticus
- Steef Roothaan (1954), Nederlands beeldhouwer en tekenaar
- Wilhelmus Franciscus Nicolaus van Rootselaar (1834-1900), Nederlands kapelaan en eerste gemeentearchivaris van Amersfoort
- Charles van Rooy (1912-1996), Nederlands politicus
- Gerard de Rooy (1980), Nederlands ondernemer en rallycoureur
- Gerard van Rooy (1938-2006), Nederlands graficus
- Henk van Rooij (1948), Nederlands voetballer
- Jan de Rooy (1943-2024), Nederlands ondernemer en rallycoureur
- Lisa de Rooy (1961), Nederlands actrice en schrijfster
- Marleen de Rooy (1986), Nederlands politiek verslaggever
- Max van Rooy (1942-2022), Nederlands architectuurcriticus en schrijver
- Piet de Rooy (1944), Nederlands geschiedkundige
- René de Rooy (1917-1974), Surinaams-Antilliaans schrijver en dichter
- Yvonne van Rooy (1951), Nederlands politicus en bestuurder
- L. de Rooy van Heerlen (1875-1942), Nederlands schrijver
- Ack van Rooyen (1930-2021), Nederlands jazzmusicus
- Basil van Rooyen (1939-2023), Zuid-Afrikaans autocoureur
- Laurens van Rooyen (1935-2024), Nederlands pianist en componist
- Elsbeth van Rooy-Vink (1973), Nederlands wielrenster
- Annette Roozen (1976), Nederlands Paralympisch atlete
- Maarten van Roozendaal (1962-2013), Nederlands zanger en cabaretier

## Rop
- Anton Rop (1960), Sloveens politicus
- Rodgers Rop (1976), Keniaans atleet
- Jo Röpcke (1928-2007), Vlaams filmrecensent en tv-presentator
- Annemie Roppe (1946), Vlaams politica
- Jozef Jan Roppe (1883-1954), Belgisch politicus
- Louis Roppe (1914-1982), Vlaams politicus
- Louis Roppe  jr. (1944), Belgisch advocaat en politicus
- Félicien Rops (1833-1898), Belgisch kunstenaar

## Roq
- Jean-Armand de Roquelaure (1721-1818), Frans aartsbisschop

## Ror
- Ned Rorem (1923–2022), Amerikaans componist en schrijver
- Richard Rorty (1931-2007), Amerikaans filosoof

## Ros

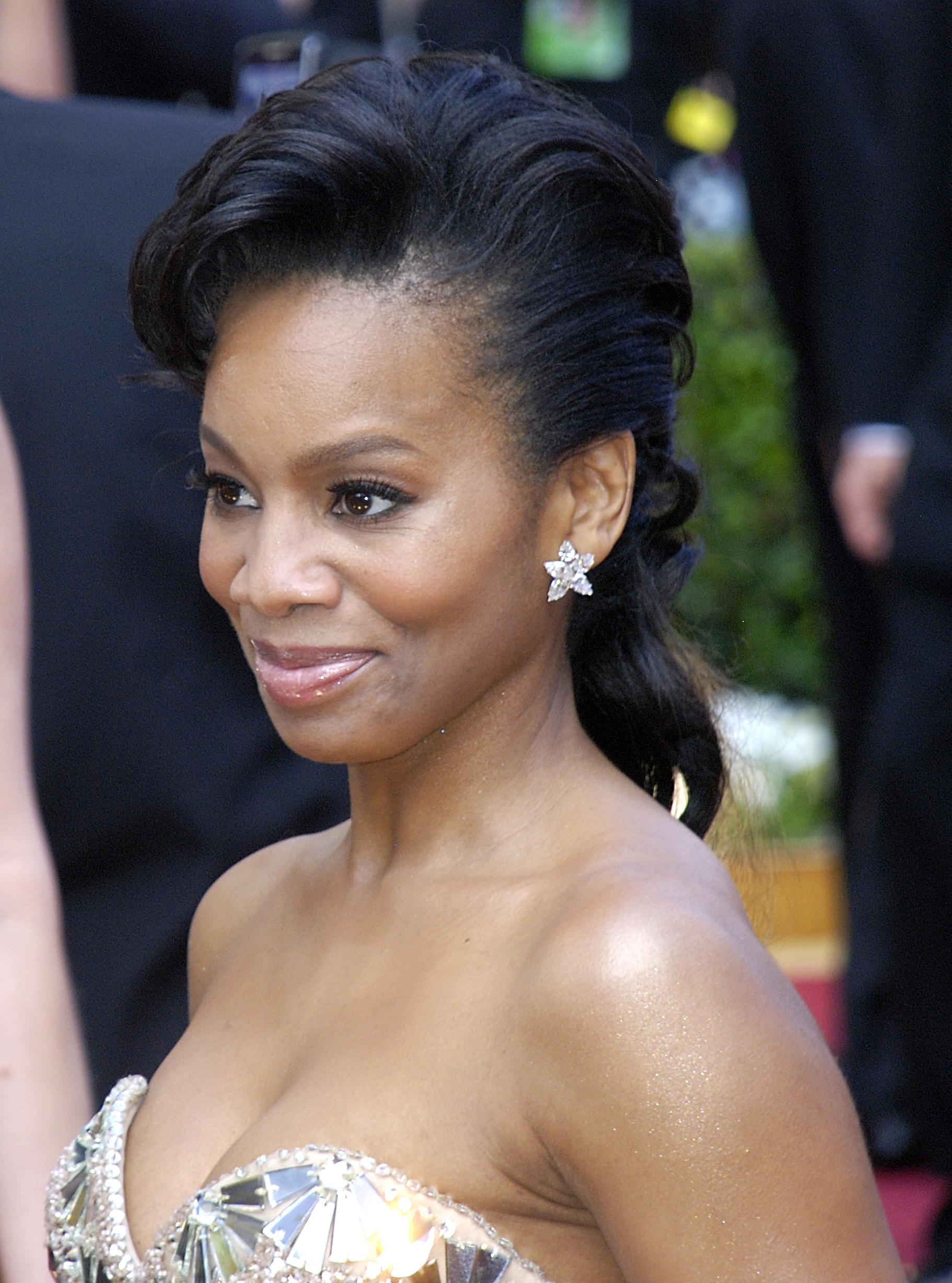
Anika Noni Rose, 2010

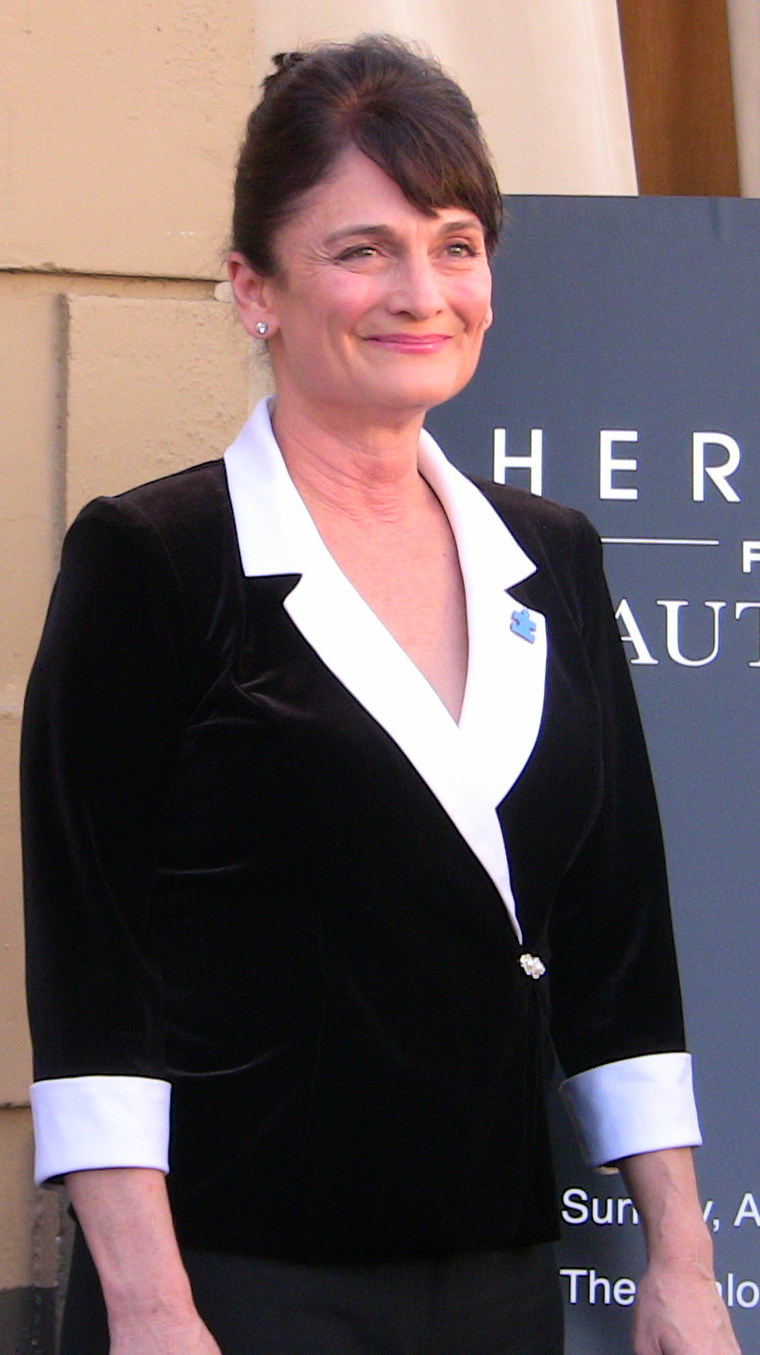
Cristine Rose, 2009

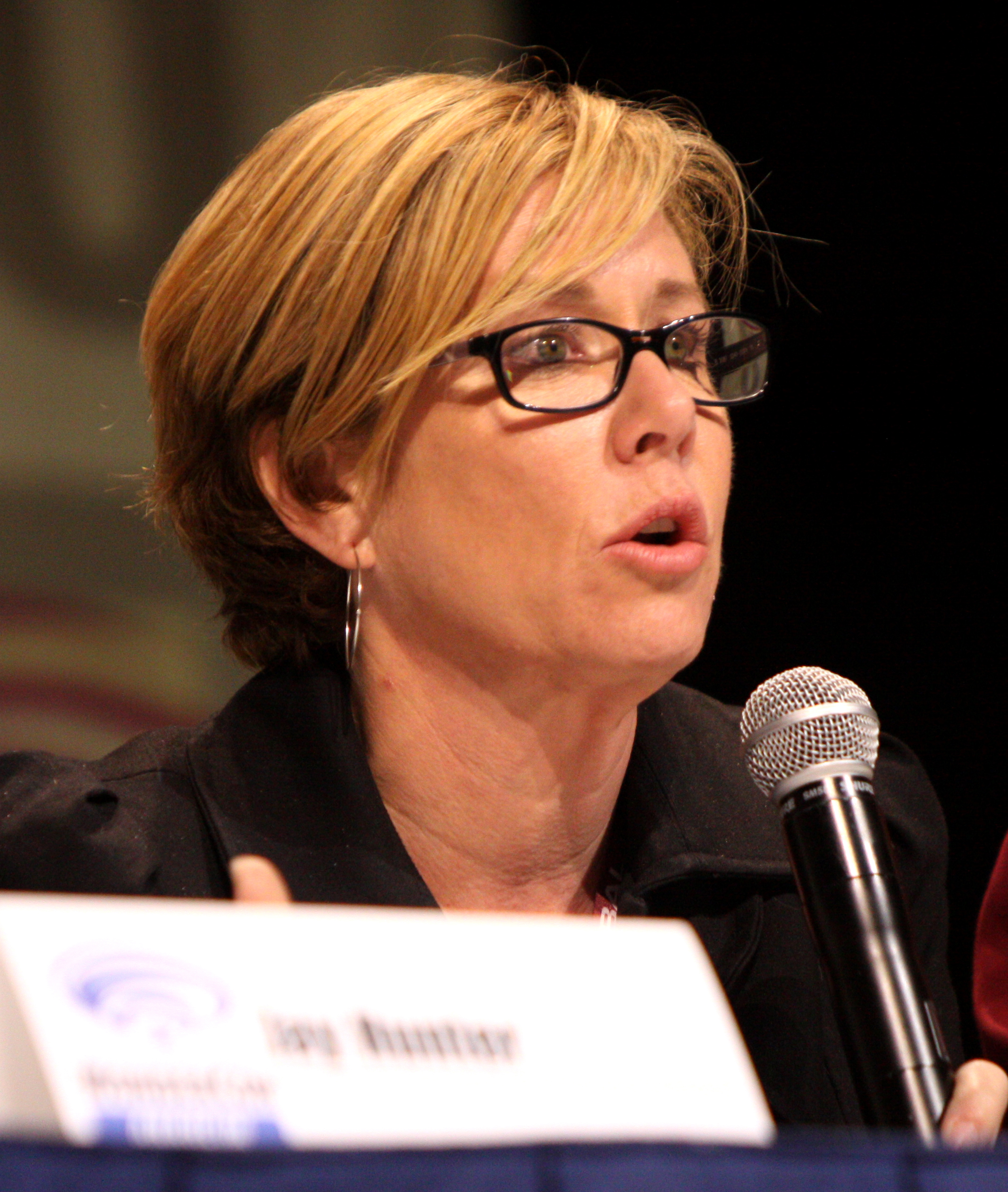
Romy Rosemont, 2013

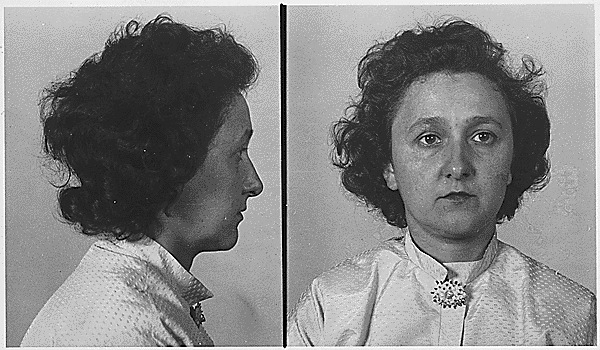
Ethel Rosenberg

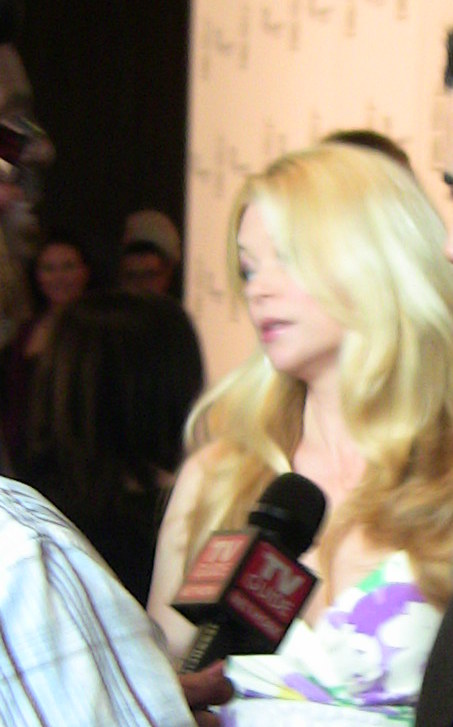
Charlotte Ross 2009

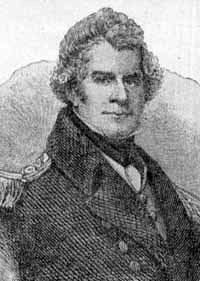
John Ross

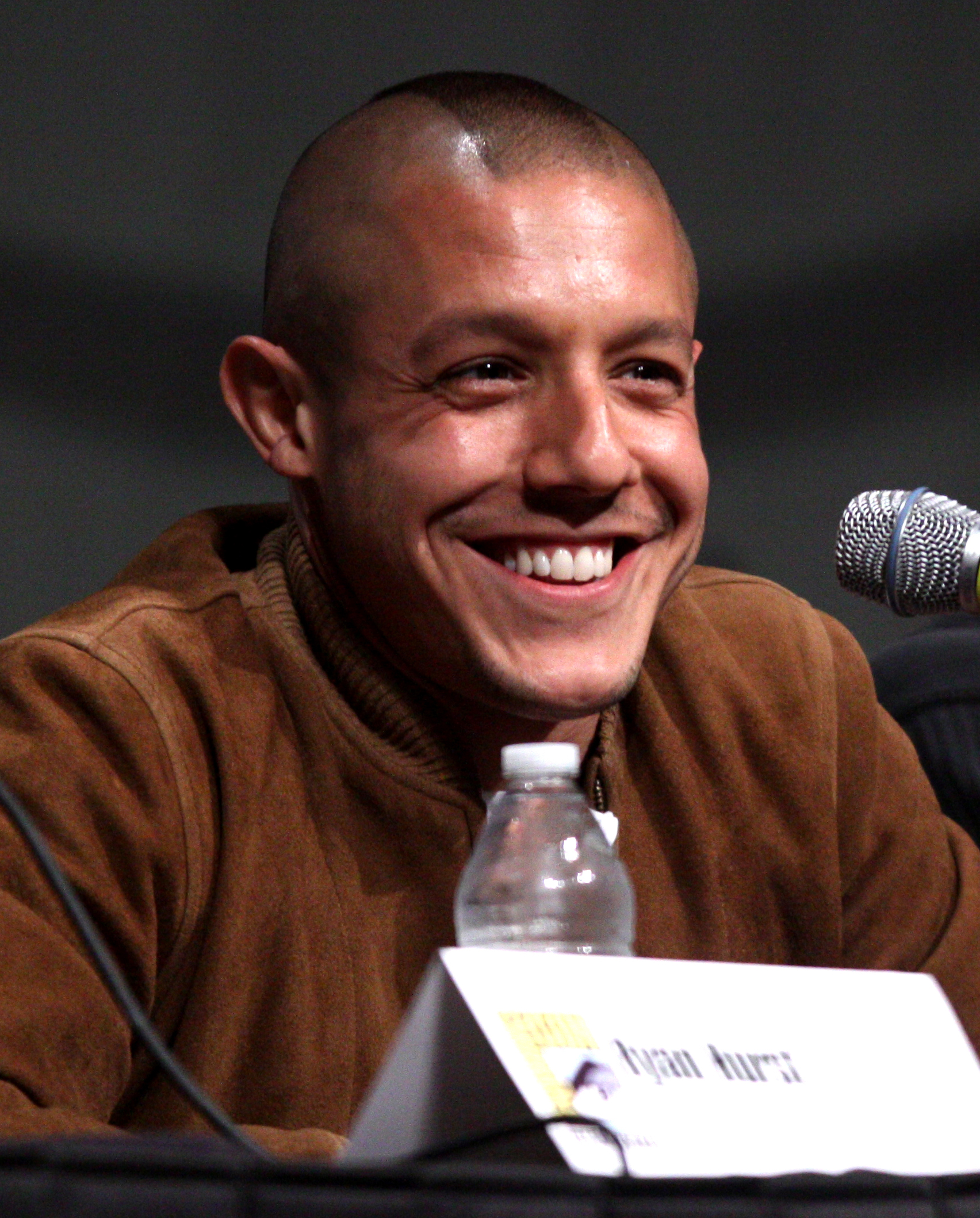
Theo Rossi, 2012

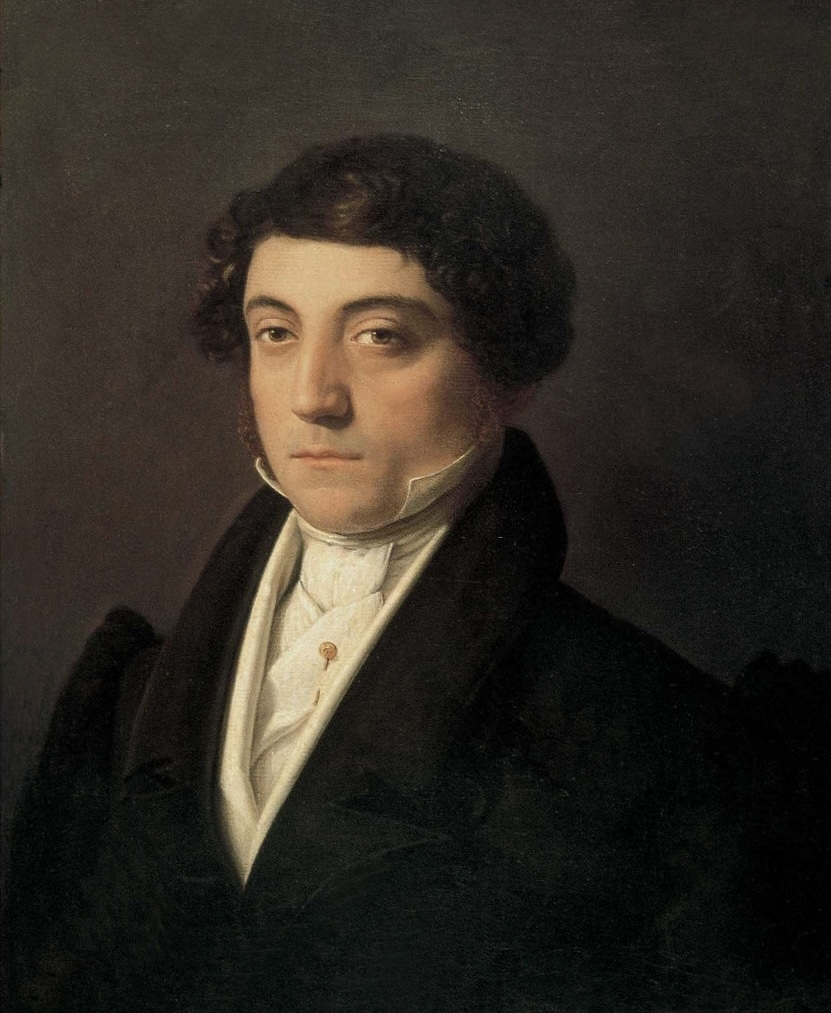
Gioacchino Rossini

- Chiara Rosa (1983), Italiaans atlete
- Daniel la Rosa (1985), Duits autocoureur
- Keno Don Rosa (1951), Amerikaans striptekenaar
- Pedro de la Rosa (1971), Spaans autocoureur
- Ariel Rosada (1978), Argentijns voetballer
- Thomas Rosales jr. (1948), Amerikaans acteur en stuntman
- Alberto del Rosario (1939), Filipijns minister en ambassadeur
- Anacleto del Rosario (1860-1895), Filipijns scheikundige
- Luis del Rosario (1886-1970), Filipijns aartsbisschop
- Manuel del Rosario (1915-2009), Filipijns bisschop
- Rodrigo del Rosario (1917-2009), Filipijns gewichtheffer
- Weronika Rosati (1984), Pools actrice
- Roberto Rosato (1943-2010), Italiaans voetballer
- Keke Rosberg (1948), Fins autocoureur
- Nico Rosberg (1985), Duits autocoureur
- Michael Rosborg (1971), Deens wielrenner
- Anika Noni Rose (1972), Amerikaans actrice en zangeres
- Bud Rose (1914-1991), Amerikaans autocoureur
- Cristine Rose (1951), Amerikaans actrice
- David Rose (1910-1990), Amerikaans componist, arrangeur, songwriter, pianist en orkestleider
- Donald Rose (1914-2025), Brits oorlogsveteraan
- Ebb Rose (1925-2007), Amerikaans autocoureur
- Irwin Rose (1926-2015), Amerikaans biochemicus en Nobelprijswinnaar
- Jamie Rose (1959), Amerikaans actrice
- Lionel Rose (1948-2011), Australisch bokser
- Nick Rose (1951), Brits atleet
- Ralph Rose (1885-1913), Amerikaans atleet
- Sativa Rose (1984), Mexicaans pornoactrice
- Pol Rosell (1991), Spaans autocoureur
- Albert Rosellini (1910-2011), Amerikaans politicus
- Carola Rosema-Pesman (1959), Nederlands handbalspeelster
- Romy Rosemont, Amerikaans actrice, filmproducente en scenarioschrijfster
- Willy Rosen (1894-1944), Duits cabaretier
- Hans von Rosen (1888-1952), Zweeds ruiter
- Arthur Rosenberg, Amerikaans acteur
- Alfred Rosenberg (1893-1946), Duits nazipoliticus
- Ethel Rosenberg (1915-1953), Joods-Amerikaans secretaresse en spion
- Julius Rosenberg (1918-1953), Joods-Amerikaans ingenieur en spion
- Marianne Rosenberg (1955), Duits zangeres
- Carl Rosenblad (1969), Zweeds autocoureur
- Jack Rosendaal (1973), Nederlands atleet
- Heide Rosendahl (1947), Duits atlete
- Alberto Rosende (1993), Amerikaans acteur
- Netty Rosenfeld (1921-2001), Nederlands programmaakster
- Steven L. Rosenhaus (1952), Amerikaans componist
- Paul Rosenmöller (1956), Nederlands politicus
- Felix Rosenqvist (1991), Zweeds autocoureur
- Abe Rosenthal (1922-2006), Amerikaans columnist, journalist en redacteur
- George Rosenthal (1828-1909), Joods-Duits-Nederlands bankier
- Joe Rosenthal (1911-2006), Amerikaans fotograaf
- Uri Rosenthal (1945), Nederlands politicus
- Frits Rosenveldt (1769-1847), Nederlands acteur
- Louis Rosenveldt (1798-1867), Nederlands acteur en schouwburgdirecteur
- Jake Rosenzweig (1989), Amerikaans autocoureur
- Hrithik Roshan (1974), Indiaas acteur
- Raies Roshanali (1995), Nederlands voetballer
- Christa Rosier (1960-2011), Nederlands omroepster
- Jean-Louis Rosier (1925-2011), Frans autocoureur
- Louis Rosier (1905-1956), Frans autocoureur
- Raymond Rosier (1924-1961), Belgisch atleet
- Boris Rosing (1869-1933), Russisch natuurkundige en televisiepionier
- Grzegorz Rosiński (1941), Pools-Belgisch striptekenaar
- Rani Rosius (2000), Belgisch atlete
- Evert Roskam (1892-1974), Nederlands boer, politicus en collaborateur
- Karel Roskam (1931-2010), Nederlands radiocommentator, publicist en anti-apartheidsactivist
- Hans Rosling (1948), Zweeds arts
- Boris Rösner (1951-2006), Tsjechisch acteur
- Denisa Rosolová (1986), Tsjechisch atlete
- Bob Ross (1942-1995), Amerikaans schilder
- Charlotte Ross (1968), Amerikaans actrice
- Diana Ross (1910-2000), Engels kinderboekenschrijfster
- Diana Ross (1944), Amerikaans soulzangeres
- John Ross (1777-1856), Schots ontdekkinsreiziger
- Joshua Ross (1981), Australisch atleet
- Laurenne Ross (1988), Amerikaans alpineskiester
- Lee Ross (1971), Brits acteur
- Matt Ross (1970), Amerikaans acteur, filmproducent, filmregisseur en scenarioschrijver
- Natanya Ross (1981), Amerikaans actrice
- Ricco Ross (1960), Amerikaans acteur
- Ronald Ross (1857-1932), Brits arts en Nobelprijswinnaar
- Tomas Ross (1944), Nederlands schrijver
- Clémence Ross-van Dorp (1957), Nederlands politica
- Norbert Rosseau (1907-1975), Belgisch componist
- Matthias Rosseeuw (1985), Belgisch atleet
- Olga Rossejeva (1982), Russisch atlete
- Sébastien Rosseler (1981), Belgisch wielrenner
- Isabella Rossellini (1952), Italiaans actrice en model
- Adriaan Joseph van Rossem (1892-1949), Amerikaans ornitholoog
- Arnold van Rossem (1887-1982), Nederlands bijzonder hoogleraar rubbertechnologie
- Gerard van Rossem (1919-1990), Nederlands plantkundige en kunstschilder
- Jan van Rossem (1854-1918), Nederlands architect
- Maarten van Rossem (1943), Nederlands historicus
- Ru van Rossem (1924-2007), Nederlands beeldhouwer, tekenaar en graficus
- Sis van Rossem (1945-2022), Nederlands kunsthistorica, docente, columniste en presentatrice.
- Vincent van Rossem (1950), Nederlands architectuurhistoricus, presentator en emeritus hoogleraar
- Lex van Rossen (1950-2007), Nederlands popfotograaf
- Wolfgang Rösser (1914), Oost-Duits politicus
- Marc Rosset (1970), Zwitsers tennisser
- Dante Gabriel Rossetti (1828-1882), Brits dichter en schilder
- Alexander Rossi (1991), Amerikaans autocoureur
- Bruno Rossi (1905-1993), Italiaans-Amerikaans astrofysicus
- George Rossi (1960-2022), Schots acteur
- Giuseppe Rossi (1987), Amerikaans-Italiaans voetballer
- Graziano Rossi (1954), Italiaans motorcoureur
- Leo Rossi (1946), Amerikaans acteur, filmproducent en scenarioschrijver
- Louis Rossi (1989), Frans motorcoureur
- Michaël Rossi (1988), Frans autocoureur
- Mino de Rossi (1931-2022) Italiaans wielrenner
- Opilio Rossi (1910-2004), Italiaans kardinaal
- Paolo Rossi (1956-2020), Italiaans voetballer
- Theo Rossi (1975), Amerikaans acteur
- Valentino Rossi (1979), Italiaans motorcoureur
- André Rossignol (1890-1960), Frans autocoureur
- Bernard Rossignol (1944), Belgisch atleet
- Gary Rossington (1951-2023), Amerikaan gitarist
- Gioacchino Rossini (1792-1869), Italiaans componist
- Giuseppe Rossini (1986), Belgisch voetballer
- Thomas Rosskopf (1880-1953), Nederlands elektrotechnisch ingenieur en industrieel
- Rick Rossovich (1957), Amerikaans acteur
- Maarten van Rossum (1478-1555), Nederlander, veldheer van Karel van Gelre
- Pierre van Rossum (1919-2003), Nederlands glazenier
- Yves Rossy (1959), Zwitsers piloot en uitvinder
- Johannes Theodorus Rossijn (1744-1817), Nederlands filosoof, wiskundige en hoogleraar
- Andrea Rost (1962), Hongaars sopraan
- Nico Rost (1896-1967), Nederlands schrijver en verzetsman
- Dave Rost (1972), Nederlands triatleet en duatleet
- Meinoud Rost van Tonningen (1894-1945), Nederlands bankier, collaborateur, journalist, politicus en SS'er
- Florentine Rost van Tonningen-Heubel (1914-2007), Nederlands nationaalsocialiste
- Edmond Rostand (1868-1918), Frans schrijver
- Jean Rostand (1894-1977), Frans bioloog en moraalfilosoof
- John Rostill (1942-1973), Brits basgitarist
- Mstislav Rostropovitsj (1927-2007), Russisch-Amerikaans cellist en dirigent
- Helge Rosvaenge (1897-1972), Deens operazanger

## Rot

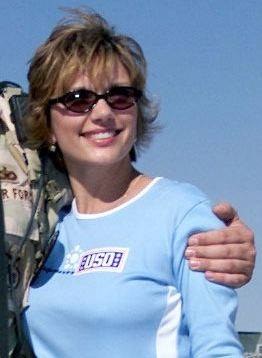
Teryl Rothery, 2003

- Jan Rot (1957-2022), Nederlands zanger, componist en tekstschrijver
- Jan Rot (1892-1982) Nederlands tekenaar
- Nino Rota (1911-1979), Italiaans componist
- Simha Rotem (Simcha Rathajzer) (1924-2018), Pools-Israëlisch verzetsstrijder
- Jacob Rotgans (1859-1948), Nederlands hoogleraar en chirurg
- Jan Rotgans (1881-1969), Nederlands grafisch ontwerper en tekenaar
- Andrea Roth (1967), Canadees actrice
- Noé Roth (2000), Zwitsers freestyleskiër
- Reinhold Roth (1953-2021), Duits motorcoureur
- Esther Roth-Shachamarov (1952), Israëlisch atlete
- Paul Rotha (1907-1984), Engels filmdocumentairemaker, filmhistoricus en recensent
- Sjur Røthe (1988), Noors langlaufer
- Adam Rothenberg (1975), Amerikaans acteur
- Andrew Rothenberg (1969), Amerikaanse acteur
- Anneliese Rothenberger (1926-2010), Duits sopraan
- Sönke Rothenberger (1994), Duits ruiter
- Sven Rothenberger (1966), Nederlands/Duits ruiter
- Gonnelien Rothenberger-Gordijn (1968), Nederlands amazone
- Teryl Rothery (1962), Canadees (stem)actrice
- Alois Röthlin (1882-1957), Zwitsers componist, dirigent en organist
- Viktor Röthlin (1974), Zwitsers atleet
- John Rothman (1949), Amerikaans acteur
- Mayer Amschel Rothschild (1744-1812), Joods-Duits bankier
- Nathaniel Charles Jacob Rothschild (1936-2024), Brits bankier en lid van de Rothschild-familie
- James Mayer de Rothschild (1792-1868), Frans bankier
- Alphonse James de Rothschild (1827-1905), Frans financier, wijnbouwer en filantroop
- Bernard Rotich (1986), Keniaans atleet
- Ferguson Cheruiyot Rotich (1989), Keniaans atleet
- Hosea Rotich (1979), Keniaans atleet
- James Rotich (1978), Keniaans atleet
- Michael Rotich (1982), Keniaans atleet
- Solomon Rotich (1983), Keniaans atleet
- Jan Albertsz. Rotius (1624-1666), Nederlands kunstschilder
- Gerrit Rotman (1893-1944), Nederlands striptekenaar
- Jan Rotmans (1961), Nederlands wetenschapper
- Antoine Rotsart de Hertaing (1906-1997), Belgisch burgemeester
- Charles Rotsart de Hertaing (1867-1925), Belgisch burgemeester
- Jean Rotsart de Hertaing (1935), Belgisch burgemeester
- Evert Jan Rotshuizen (1888-1979), Nederlands architect, journalist en ondernemer
- Felix Rottenberg (1957), Nederlands politicus en programmamaker
- Julian Rotter (1916-2014), Amerikaans psycholoog
- Elske Rotteveel (1991), Nederlands actrice
- Lucien Rottiers (1948), Belgisch atleet
- Corine Rottschäfer (1938-2020), Nederlands Miss World en ondernemer
- Windham Rotunda (1987-2023), Amerikaans professioneel worstelaar aka Bray Wyatt & The Fiend
- Hans-Joachim Rotzsch (1929-2013),  Duits tenor en koordirigent

## Rou

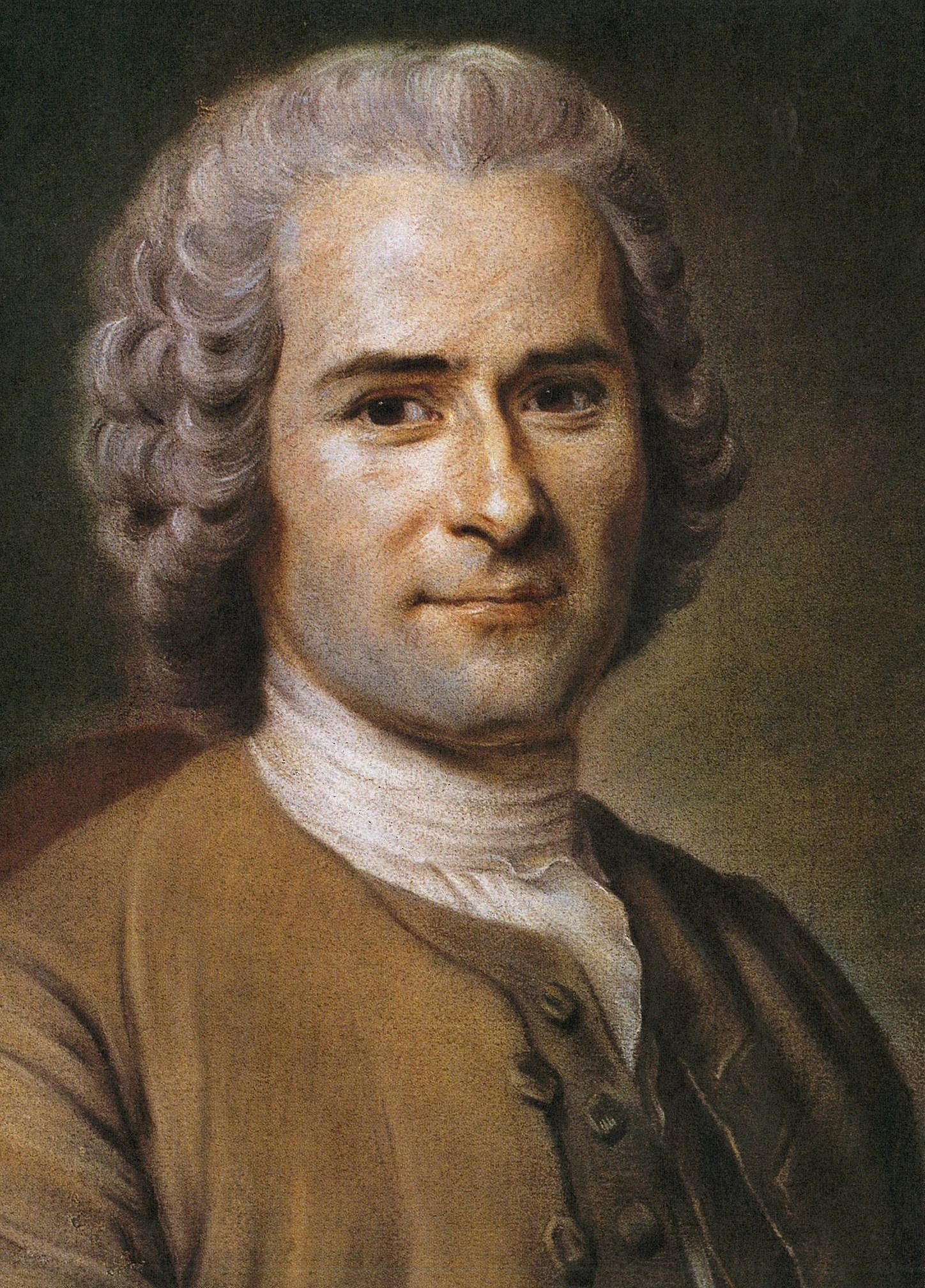
Jean-Jacques Rousseau

- Jean Rouaud (1952), Frans schrijver
- Sébastien Rouault (1986), Frans zwemmer
- Georgios Roubanis (1929-2025), Grieks atleet
- Franz Roubaud (1856-1928), Russisch kunstschilder
- Piet Roubos (1916-2008), Nederlands verzetsstrijder
- Greet Rouffaer (1958), Belgisch actrice
- Johan Rouffaer (1954-2008), Belgisch acteur en regisseur
- Peter Rouffaer (1949), Belgisch acteur
- Senne Rouffaer (1925-2006), Belgisch acteur en regisseur
- Vincent Rouffaer (1951), Belgisch regisseur
- Denis de Rougemont (1906-1985), Zwitsers filosoof
- Angélique de Rouillé (1756-1840), Zuid-Nederlands en Belgisch edelvrouw, schrijfster en feministe
- Edouard de Rouillé (1786-1856), Zuid-Nederlands en Belgisch edelman, militair en politicus
- Edouard Jean de Rouillé (1865-1938), Belgisch edelman en politicus
- Hayden Roulston (1981), Nieuw-Zeelands wielrenner
- Jack Rounds (1930-1998), Amerikaans autocoureur
- Richard Roundtree (1942-2023), Amerikaans filmacteur
- Andy Rourke (1964-2023), Brits rockmuzikant
- Mickey Rourke (1952), Amerikaans acteur
- Anton Rous (1939-2024), Sloveens politicus
- Didier Rous (1970), Frans wielrenner
- Peyton Rous (1879-1970), Amerikaans patholoog en Nobelprijswinnaar
- Stanley Rous (1895-1986), Engels voetballer, scheidsrechter en sportbestuurder
- Nicolas Roussakis (1934-1994), Amerikaans componist
- Jean-Jacques Rousseau (1712-1778), Zwitsers-Frans filosoof en schrijver
- Théodore Rousseau (1812-1867), Frans kunstschilder
- Victor Rousseau (1865-1954), Belgisch beeldhouwer
- Vincent Rousseau (1962), Belgisch atleet
- Dilma Rousseff (1947), Braziliaans politica
- Adolphe Roussel (19e eeuw), Frans-Belgisch revolutionair
- Cédric Roussel (1978), Belgisch voetballer
- Demis Roussos (1946-2015), Grieks zanger en muzikant
- Destin Choice Route (1990), Amerikaans rapper (JID)
- Patricia Routledge (1929), Engels actrice
- André Rouvoet (1962), Nederlands politicus
- Jelle ten Rouwelaar (1980), Nederlands voetballer
- Bram Rouwen (1985), Nederlands atleet
- Sharon van Rouwendaal (1993), Nederlands zwemster
- Bart Rouwenhorst (1970), Nederlands kunstschilder

## Rov
- Jolanda de Rover (1963), Nederlands zwemster
- Alessio Rovera (1995), Italiaans autocoureur

## Row

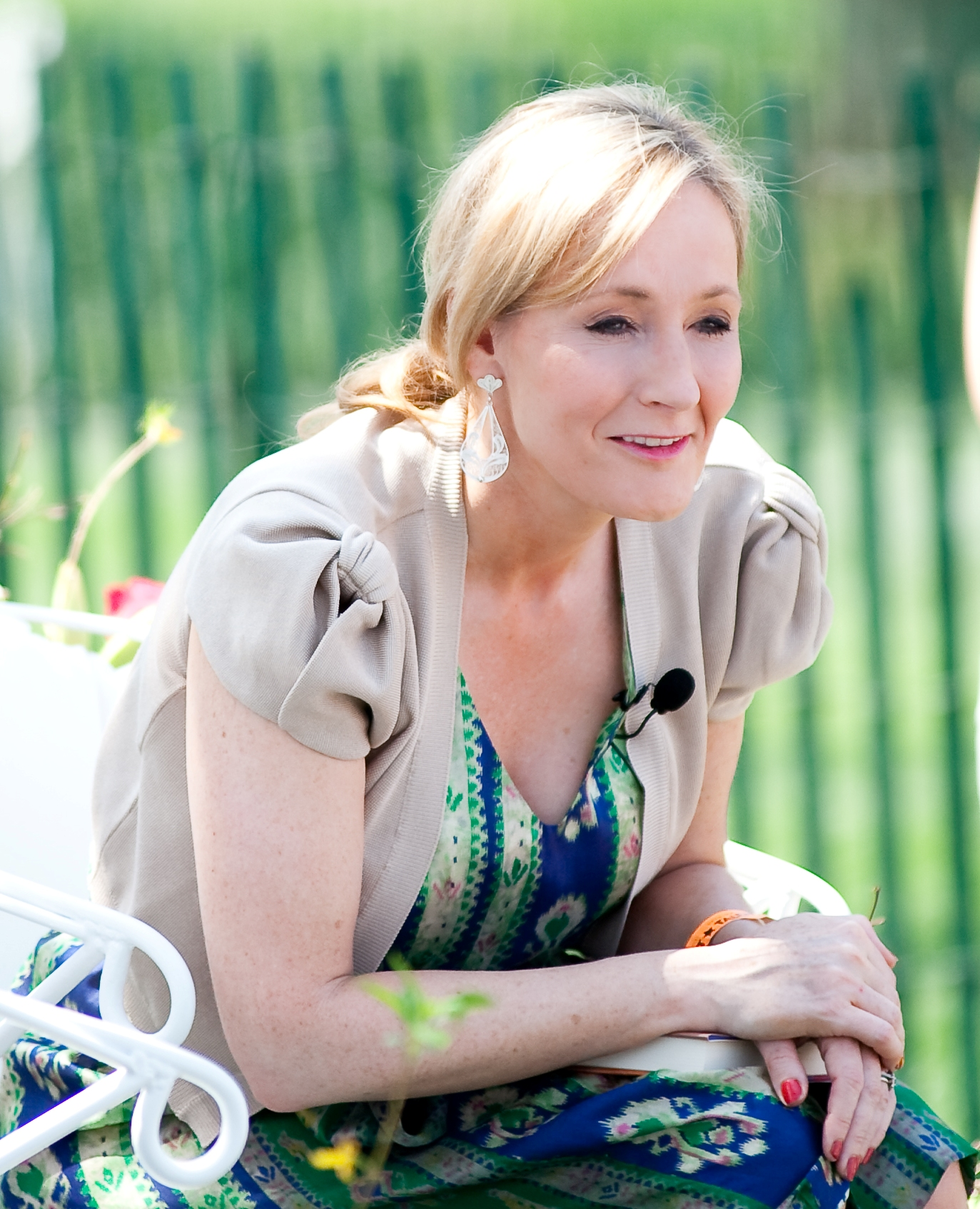
J.K. Rowling in 2010

- Dominic Rowan (1971), Brits acteur
- Shannon Rowbury (11984), Amerikaans atlete
- Daniel Rowden (1997), Brits atleet
- Diane Rowe (1933-2023), Engels-Duits tafeltennisspeelster
- Luke Rowe (1990), Welsh wielrenner
- Micah Rowe (1981), Amerikaans acteur
- Mike Rowe (1962), Amerikaans presentator, commentator en zanger
- Myles Rowe (2000), Amerikaans autocoureur
- Stephen Rowe, Amerikaans acteur
- Daniel Rowland (1972), Brits-Nederlands violist
- Frank Sherwood Rowland (1927-2012), Amerikaans chemicus
- Henry Augustus Rowland (1848-1901), Amerikaans natuurkundige
- Kelly Rowland (1981), Amerikaans zangeres
- Mark Rowland (1963), Brits atleet
- Oliver Rowland (1992), Brits autocoureur
- Gena Rowlands (1930-2024), Amerikaans actrice
- Stanley Rowley (1876-1924), Australisch atleet
- Joanne (J.K.) Rowling (1965), Brits (kinderboeken)schrijfster

## Rox
- Roxane (1979), Vlaams zangeres
- Gerardo Roxas (1924-1982), Filipijns politicus
- Manuel Roxas (1892-1948), President van de Filipijnen (1946-1948)
- Manuel Roxas III (1957), Filipijns politicus

## Roy

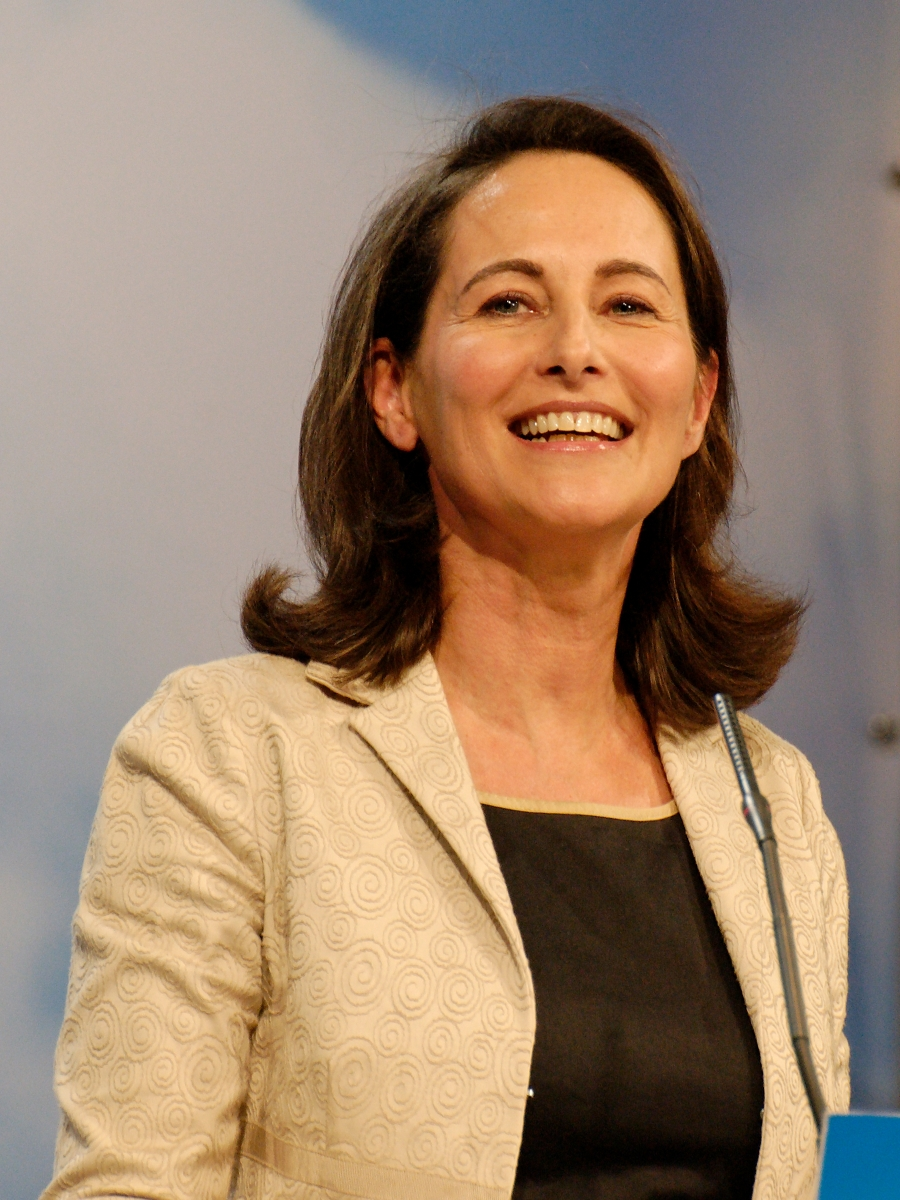
Ségolène Royal

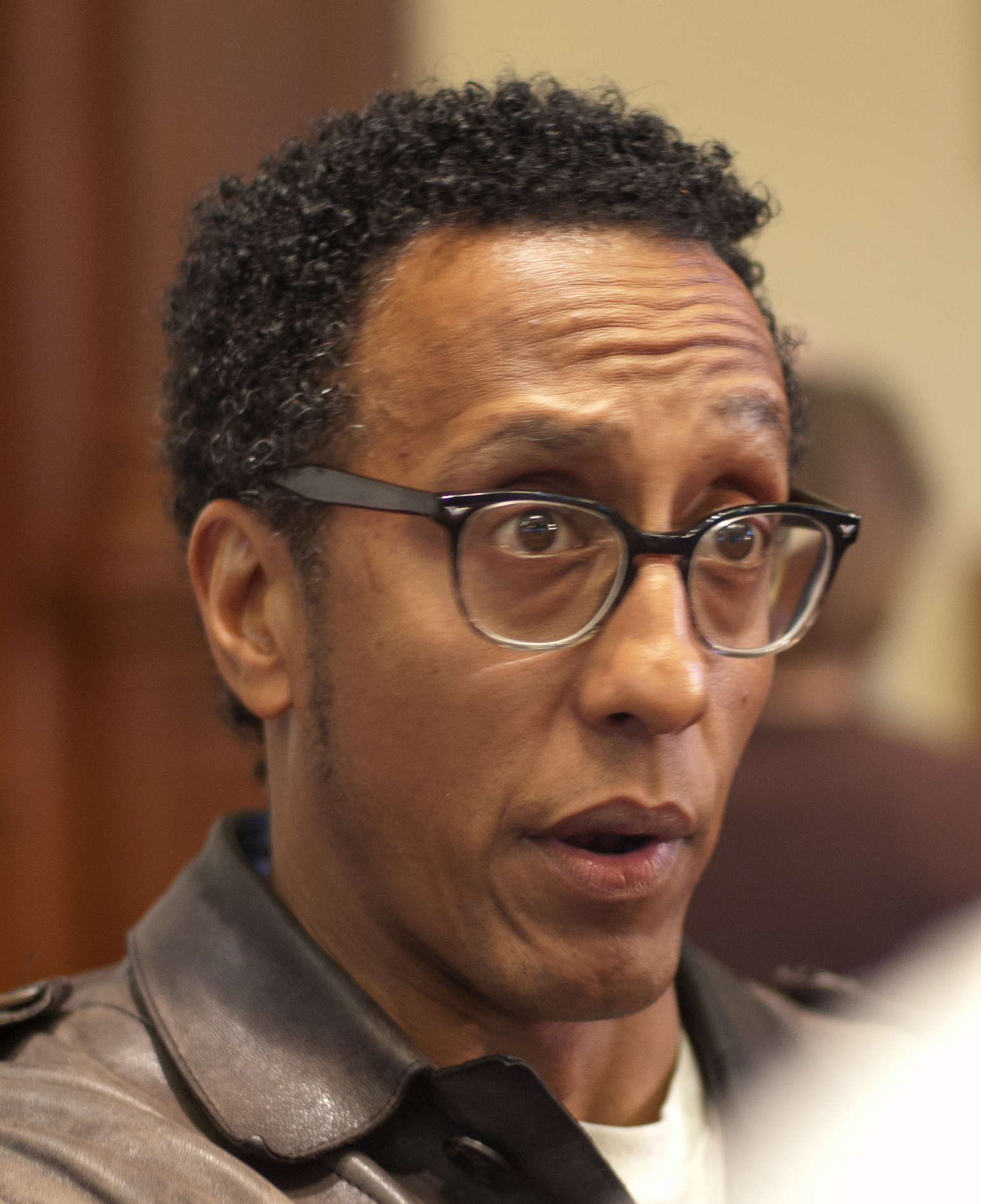
Andre Royo (2010)

- Alex Roy (1971), Amerikaans rallyrijder en zakenman
- Alex Roy (1974), Engels darter
- Drew Roy (1986), Amerikaans acteur
- Jérémy Roy (1983), Frans wielrenner en veldrijder
- Jose Roy (1904-1985), Filipijns politicus
- Karl Roy (1968-2012), Filipijns rockzanger
- Patrick Roy (1957-2011), Frans politicus
- William Roy (1726-1970), Schots militair ingenieur en onderzoeker van de klassieke oudheid
- Louis le Roy (1924-2012), Nederlands kunstenaar en bezieler van het eerste ecokathedraalproject
- Edwin de Roy van Zuydewijn (1966), Nederlands zakenman en ex-echtgenoot van prinses Margarita de Bourbon de Parme
- H.J. de Roy van Zuydewijn (1972), Nederlands vertaler en dichter
- Willem Royaards (1867-1929), Nederlands acteur, regisseur en toneelleider
- Ségolène Royal (1953), Frans politica
- Anny Royaux-Claeys (1918-2006), Belgisch verzetsstrijder
- Heleen van Royen (1965), Nederlands schrijfster en columniste
- Stephanus van Royen (1798-1883), Nederlands apotheker en burgemeester
- Stephanus Jacobus van Royen (1764-1834), Nederlands bestuurder en notaris
- Sjoerd Royer (1929), Nederlands rechtsgeleerde
- Marius Royet (1880-1915), Frans voetballer
- Andre Royo (1968), Amerikaans acteur en filmproducent

## Roz
- Angelica Rozeanu (1921-2006), Roemeens-Israëlisch tafeltennisspeelster
- Albert Jan Rozeman (1914-1944), Nederlands ambtenaar en verzetsstrijder
- Jairzinho Rozenstruik (1988), Surinaams MMA-vechter en kickbokser
- Urta Rozenstruik (1975), Nederlands atlete en bobsleester
- Eduardas Rozentalis (1963), Litouws schaker
- Joëlle Rozie (1974), Belgische juriste, hoogleraar en auteur
- Michał Rozmys (1995), Pools atleet
- Eduardo Rózsa-Flores (1960-2009), Hongaars acteur, schrijver, dichter en journalist